# Lijst van gemeentelijke monumenten in Bergen op Zoom (stad)
De stad Bergen op Zoom heeft 440 gemeentelijke monumenten. Hieronder een overzicht. 
| Object | Bouwjaar                  | Architect                 | Locatie                                              | Coördinaten                   | Nr.      | Afbeelding |
| --- | ------------------------- | ------------------------- | ---------------------------------------------------- | ----------------------------- | -------- | --- |
| Tweelaags hoekpand met een gepleisterde lijstgevel onder een schilddak. |                           |                           | Antwerpsestraat 3                                    | 51° 29' 31" NB, 4° 17' 17" OL | 0748/11  | Tweelaags hoekpand met een gepleisterde lijstgevel onder een schilddak. |
| Tweelaags pand met een gepleisterde lijstgevel onder een schilddak. |                           |                           | Antwerpsestraat 5                                    | 51° 29' 31" NB, 4° 17' 17" OL | 0748/12  | Tweelaags pand met een gepleisterde lijstgevel onder een schilddak. |
| Tweelaags pand met een bakstenen lijstgevel in schoon metselwerk onder een schilddak. | 1881                      |                           | Antwerpsestraat 7 7a                                 | 51° 29' 31" NB, 4° 17' 18" OL | 0748/13  | Upload foto |
| De Vier Winden, tweelaags hoekpand met een gepleisterde lijstgevel onder een schilddak. |                           |                           | Antwerpsestraat 17                                   | 51° 29' 29" NB, 4° 17' 19" OL | 0748/14  | De Vier Winden, tweelaags hoekpand met een gepleisterde lijstgevel onder een schilddak. |
| Tweelaags pand met een bakstenen lijstgevel in schoon metselwerk onder een mansardedak. |                           |                           | Antwerpsestraat 21                                   | 51° 29' 29" NB, 4° 17' 20" OL | 0748/15  | Tweelaags pand met een bakstenen lijstgevel in schoon metselwerk onder een mansardedak. |
| Tweelaags pand met een bakstenen lijstgevel onder een mansardedak. |                           |                           | Antwerpsestraat 23                                   | 51° 29' 29" NB, 4° 17' 20" OL | 0748/16  | Tweelaags pand met een bakstenen lijstgevel onder een mansardedak. |
| Tweelaags pand met een bakstenen lijstgevel onder een mansardedak. |                           |                           | Antwerpsestraat 25                                   | 51° 29' 28" NB, 4° 17' 20" OL | 0748/17  | Tweelaags pand met een bakstenen lijstgevel onder een mansardedak. |
| Tweelaags gedeeltelijk vrijstaand pand met een bakstenen lijstgevel onder een schilddak. |                           |                           | Antwerpsestraat 27                                   | 51° 29' 28" NB, 4° 17' 20" OL | 0748/18  | Tweelaags gedeeltelijk vrijstaand pand met een bakstenen lijstgevel onder een schilddak. |
| Tweelaags gedeeltelijk vrijstaand pand met een bakstenen lijstgevel onder een schilddak. |                           |                           | Antwerpsestraat 29                                   | 51° 29' 28" NB, 4° 17' 20" OL | 0748/19  | Tweelaags gedeeltelijk vrijstaand pand met een bakstenen lijstgevel onder een schilddak. |
| Tweelaags gedeeltelijk vrijstaand pand met een bakstenen lijstgevel onder een schilddak. |                           |                           | Antwerpsestraat 31                                   | 51° 29' 28" NB, 4° 17' 20" OL | 0748/20  | Tweelaags gedeeltelijk vrijstaand pand met een bakstenen lijstgevel onder een schilddak. |
| Tweelaags gedeeltelijk vrijstaand pand met een bakstenen lijstgevel onder een schilddak. |                           |                           | Antwerpsestraat 35 35a                               | 51° 29' 27" NB, 4° 17' 21" OL | 0748/21  | Tweelaags gedeeltelijk vrijstaand pand met een bakstenen lijstgevel onder een schilddak. |
| Tweelaags pand met een geverfde bakstenen lijstgevel onder een schilddak. |                           |                           | Antwerpsestraat 37                                   | 51° 29' 27" NB, 4° 17' 21" OL | 0748/22  | Tweelaags pand met een geverfde bakstenen lijstgevel onder een schilddak. |
| Groot pand met een bakstenen lijstgevel onder een mansardedak. |                           |                           | Antwerpsestraat 39                                   | 51° 29' 27" NB, 4° 17' 21" OL | 0748/23  | Groot pand met een bakstenen lijstgevel onder een mansardedak. |
| Tweelaags pand met een geverfde bakstenen lijstgevel onder een schilddak. |                           | J. de Mol                 | Antwerpsestraat 45 (47)                              | 51° 29' 26" NB, 4° 17' 22" OL | 0748/24  | Tweelaags pand met een geverfde bakstenen lijstgevel onder een schilddak. |
| Tweelaags pand met een geverfde bakstenen lijstgevel onder een schilddak. |                           |                           | Antwerpsestraat 47                                   | 51° 29' 26" NB, 4° 17' 21" OL | 0748/25  | Tweelaags pand met een geverfde bakstenen lijstgevel onder een schilddak. |
| Tweelaags huizenblok met bakstenen lijstgevels onder een omlopend zadeldak. |                           |                           | Antwerpsestraat 8                                    | 51° 29' 31" NB, 4° 17' 17" OL | 0748/26  | Tweelaags huizenblok met bakstenen lijstgevels onder een omlopend zadeldak. |
| Tweelaags huizenblok met bakstenen lijstgevels onder een omlopend zadeldak. |                           |                           | Antwerpsestraat 12                                   | 51° 29' 30" NB, 4° 17' 17" OL | 0748/27  | Tweelaags huizenblok met bakstenen lijstgevels onder een omlopend zadeldak. |
| Tweelaags huizenblok met bakstenen lijstgevels onder een omlopend zadeldak. |                           | J. Franssen               | Antwerpsestraat 14                                   | 51° 29' 30" NB, 4° 17' 17" OL | 0748/28  | Tweelaags huizenblok met bakstenen lijstgevels onder een omlopend zadeldak. |
| Tweelaags huizenblok met bakstenen lijstgevels onder een omlopend zadeldak. |                           |                           | Antwerpsestraat 16                                   | 51° 29' 30" NB, 4° 17' 17" OL | 0748/29  | Tweelaags huizenblok met bakstenen lijstgevels onder een omlopend zadeldak. |
| Tweelaags gedeeltelijk vrijstaand pand met een bakstenen lijstgevel onder een schilddak. |                           |                           | Antwerpsestraat 36                                   | 51° 29' 27" NB, 4° 17' 20" OL | 0748/30  | Tweelaags gedeeltelijk vrijstaand pand met een bakstenen lijstgevel onder een schilddak. |
| Groot drielaags bouwblok dat de kromming van de weg volgt met een bakstenen lijstgevel onder een plat dak. |                           | J. Franssen               | Antwerpsestraat 38                                   | 51° 29' 27" NB, 4° 17' 20" OL | 0748/31  | Groot drielaags bouwblok dat de kromming van de weg volgt met een bakstenen lijstgevel onder een plat dak. |
| Groot drielaags bouwblok dat de kromming van de weg volgt met een bakstenen lijstgevel onder een plat dak. |                           |                           | Antwerpsestraat 40                                   | 51° 29' 26" NB, 4° 17' 20" OL | 0748/32  | Groot drielaags bouwblok dat de kromming van de weg volgt met een bakstenen lijstgevel onder een plat dak. |
| Groot drielaags bouwblok dat de kromming van de weg volgt met een bakstenen lijstgevel onder een plat dak. |                           |                           | Antwerpsestraat 42                                   | 51° 29' 26" NB, 4° 17' 20" OL | 0748/33  | Groot drielaags bouwblok dat de kromming van de weg volgt met een bakstenen lijstgevel onder een plat dak. |
| Groot drielaags bouwblok dat de kromming van de weg volgt met een bakstenen lijstgevel onder een plat dak. |                           |                           | Antwerpsestraat 44                                   | 51° 29' 26" NB, 4° 17' 21" OL | 0748/34  | Groot drielaags bouwblok dat de kromming van de weg volgt met een bakstenen lijstgevel onder een plat dak. |
| Groot drielaags bouwblok dat de kromming van de weg volgt met een bakstenen lijstgevel onder een plat dak. |                           |                           | Antwerpsestraat 46                                   | 51° 29' 26" NB, 4° 17' 21" OL | 0748/35  | Groot drielaags bouwblok dat de kromming van de weg volgt met een bakstenen lijstgevel onder een plat dak. |
| Groot drielaags bouwblok dat de kromming van de weg volgt met een bakstenen lijstgevel onder een plat dak. |                           |                           | Antwerpsestraat 48                                   | 51° 29' 26" NB, 4° 17' 21" OL | 0748/36  | Groot drielaags bouwblok dat de kromming van de weg volgt met een bakstenen lijstgevel onder een plat dak. |
| Vrijstaand pand van een bouwlaag met een wit geschilderde bakstenen lijstgevel onder een schilddak. |                           |                           | Antwerpsestraatweg 414                               | 51° 28' 37" NB, 4° 18' 7" OL  | 0748/37  | Vrijstaand pand van een bouwlaag met een wit geschilderde bakstenen lijstgevel onder een schilddak. |
| Tweelaags pand met een lijstgevel in schoon metselwerk onder een evenwijdig aan de straat lopend zadeldak. |                           |                           | Auvergnestraat 27                                    | 51° 29' 29" NB, 4° 17' 14" OL | 0748/38  | Upload foto |
| Geheel vrijstaande langgevelboerderij met gepleisterde gevels en gevels in schoon metselwerk onder een met riet gedekt zadeldak met wolfseinde. |                           | J. Franssen               | Balsedreef 29                                        | 51° 29' 6" NB, 4° 20' 51" OL  | 0748/39  | Geheel vrijstaande langgevelboerderij met gepleisterde gevels en gevels in schoon metselwerk onder een met riet gedekt zadeldak met wolfseinde. |
| Gedeeltelijk vrijstaand eenlaags pand met een lijstgevel in schoon metselwerk onder een mansardedak. |                           |                           | Belvédèrestraat 22                                   | 51° 29' 31" NB, 4° 17' 3" OL  | 0748/40  | Gedeeltelijk vrijstaand eenlaags pand met een lijstgevel in schoon metselwerk onder een mansardedak. |
| Bouwblok van een bouwlaag dat deel uitmaakte van een ontwerp voor zeven identieke woonhuizen met een tweelaags hoekbebouwing |                           |                           | Belvédèrestraat 36                                   | 51° 29' 29" NB, 4° 17' 2" OL  | 0748/41  | Bouwblok van een bouwlaag dat deel uitmaakte van een ontwerp voor zeven identieke woonhuizen met een tweelaags hoekbebouwing |
| Bouwblok van een bouwlaag dat deel uitmaakte van een ontwerp voor zeven identieke woonhuizen met een tweelaags hoekbebouwing |                           |                           | Belvédèrestraat 38                                   | 51° 29' 29" NB, 4° 17' 2" OL  | 0748/42  | Bouwblok van een bouwlaag dat deel uitmaakte van een ontwerp voor zeven identieke woonhuizen met een tweelaags hoekbebouwing |
| Bouwblok van een bouwlaag dat deel uitmaakte van een ontwerp voor zeven identieke woonhuizen met een tweelaags hoekbebouwing. |                           |                           | Belvédèrestraat 40                                   | 51° 29' 29" NB, 4° 17' 2" OL  | 0748/43  | Bouwblok van een bouwlaag dat deel uitmaakte van een ontwerp voor zeven identieke woonhuizen met een tweelaags hoekbebouwing. |
| Bouwblok van een bouwlaag dat deel uitmaakte van een ontwerp voor zeven identieke woonhuizen met een tweelaags hoekbebouwing |                           |                           | Belvédèrestraat 42                                   | 51° 29' 29" NB, 4° 17' 1" OL  | 0748/44  | Bouwblok van een bouwlaag dat deel uitmaakte van een ontwerp voor zeven identieke woonhuizen met een tweelaags hoekbebouwing |
| Langgerekt hoekpand, bestaande uit een voorhuis van twee bouwlagen onder een schilddak en een achterhuis van twee bouwlagen en een zolderverdieping onder een zadeldak. |                           |                           | Beursplein 1 a                                       | 51° 29' 44" NB, 4° 17' 4" OL  | 0748/46  | Langgerekt hoekpand, bestaande uit een voorhuis van twee bouwlagen onder een schilddak en een achterhuis van twee bouwlagen en een zolderverdieping onder een zadeldak. |
| Groot bakstenen gebouw van vier bouwlagen onder een plat dak. |                           |                           | Beursplein 5 5a                                      | 51° 29' 44" NB, 4° 17' 3" OL  | 0748/47  | Groot bakstenen gebouw van vier bouwlagen onder een plat dak. |
| 9056, dubbel winkel/woonhuis bestaande uit twee bouwlagen onder een tentdak. |                           |                           | Beursplein 4 4a                                      | 51° 29' 44" NB, 4° 17' 4" OL  | 0748/48  | 9056, dubbel winkel/woonhuis bestaande uit twee bouwlagen onder een tentdak. |
| Tweelaags pand met gepleisterde lijstgevel onder een schilddak. |                           |                           | Blauwehandstraat 3 3a                                | 51° 29' 44" NB, 4° 17' 23" OL | 0748/69  | Tweelaags pand met gepleisterde lijstgevel onder een schilddak. |
| Tweelaags onderkelderde panden met een gebosseerd gepleisterde lijstgevel onder een omlopend zadeldak |                           |                           | Blauwehandstraat 5 5a                                | 51° 29' 44" NB, 4° 17' 22" OL | 0748/70  | Tweelaags onderkelderde panden met een gebosseerd gepleisterde lijstgevel onder een omlopend zadeldak |
| Tweelaags onderkelderde panden met een gebosseerd gepleisterde lijstgevel onder een omlopend zadeldak |                           |                           | Blauwehandstraat 7                                   | 51° 29' 44" NB, 4° 17' 22" OL | 0748/71  | Tweelaags onderkelderde panden met een gebosseerd gepleisterde lijstgevel onder een omlopend zadeldak |
| Pauw, tweelaags woonhuis met wit geschilderde bakstenen lijstgevel onder een schilddak |                           |                           | Blauwehandstraat 37                                  | 51° 29' 48" NB, 4° 17' 18" OL | 0748/72  | Pauw, tweelaags woonhuis met wit geschilderde bakstenen lijstgevel onder een schilddak |
| Tweelaags hoekpand met een gecementeerde lijstgevel onder een schilddak. |                           |                           | Blauwehandstraat 2                                   | 51° 29' 43" NB, 4° 17' 24" OL | 0748/73  | Tweelaags hoekpand met een gecementeerde lijstgevel onder een schilddak. |
| Tweelaags onderkelderd pand op de hoek van de Kettingstraat met een gebosseerd gecementeerde lijstgevel onder een afgeplat schilddak. |                           |                           | Blauwehandstraat 6                                   | 51° 29' 44" NB, 4° 17' 23" OL | 0748/74  | Tweelaags onderkelderd pand op de hoek van de Kettingstraat met een gebosseerd gecementeerde lijstgevel onder een afgeplat schilddak. |
| Kleine Sint Joos, tweelaags onderkelderd pand met een gepleisterde lijstgevel onder een zadeldak met schild aan de voorzijde. |                           |                           | Blauwehandstraat 10                                  | 51° 29' 44" NB, 4° 17' 23" OL | 0748/75  | Kleine Sint Joos, tweelaags onderkelderd pand met een gepleisterde lijstgevel onder een zadeldak met schild aan de voorzijde. |
| Klein Keteltje, tweelaags onderkelderd pand met een bakstenen lijstgevel onder een plat dak met schild aan de voorzijde en een plat dak. |                           |                           | Bosstraat 1                                          | 51° 29' 37" NB, 4° 17' 14" OL | 0748/83  | Klein Keteltje, tweelaags onderkelderd pand met een bakstenen lijstgevel onder een plat dak met schild aan de voorzijde en een plat dak. |
| Vier Emmers, tweelaags onderkelderd pand met een bakstenen lijstgevel onder een schilddak. |                           |                           | Bosstraat 7                                          | 51° 29' 36" NB, 4° 17' 14" OL | 0748/84  | Vier Emmers, tweelaags onderkelderd pand met een bakstenen lijstgevel onder een schilddak. |
| Haentje, tweelaags onderkelderd met een gepleisterde bakstenen lijstgevel onder een schilddak. |                           |                           | Bosstraat 9                                          | 51° 29' 36" NB, 4° 17' 14" OL | 0748/85  | Haentje, tweelaags onderkelderd met een gepleisterde bakstenen lijstgevel onder een schilddak. |
| Croone, tweelaags onderkelderd pand met een geverfde bakstenen lijstgevel onder een evenwijdig aan de straat lopend zadeldak. |                           |                           | Bosstraat 21                                         | 51° 29' 35" NB, 4° 17' 14" OL | 0748/86  | Croone, tweelaags onderkelderd pand met een geverfde bakstenen lijstgevel onder een evenwijdig aan de straat lopend zadeldak. |
| Magdalena, tweelaags pand met een bakstenen lijstgevel onder een evenwijdig aan de straat lopend zadeldak. |                           |                           | Bosstraat 25                                         | 51° 29' 34" NB, 4° 17' 14" OL | 0748/87  | Magdalena, tweelaags pand met een bakstenen lijstgevel onder een evenwijdig aan de straat lopend zadeldak. |
| ABC, tweelaags pand met een bakstenen trapgevel onder een dwars op straat staand zadeldak. |                           |                           | Bosstraat 27                                         | 51° 29' 34" NB, 4° 17' 15" OL | 0748/88  | ABC, tweelaags pand met een bakstenen trapgevel onder een dwars op straat staand zadeldak. |
| Klocke, tweelaags onderkelderd pand met een gepleisterde lijstgevel onder een evenwijdig aan de straat lopend schilddak. |                           |                           | Bosstraat 31                                         | 51° 29' 34" NB, 4° 17' 15" OL | 0748/89  | Klocke, tweelaags onderkelderd pand met een gepleisterde lijstgevel onder een evenwijdig aan de straat lopend schilddak. |
| Gulden Berg, tweelaags onderkelderd hoekpand met een gepleisterde lijstgevel onder een schilddak. |                           |                           | Bosstraat 33                                         | 51° 29' 34" NB, 4° 17' 15" OL | 0748/90  | Gulden Berg, tweelaags onderkelderd hoekpand met een gepleisterde lijstgevel onder een schilddak. |
| Rosenhoed, tweelaags hoekpand met een bakstenen lijstgevel in schoon metselwerk onder een plat dak met schild. |                           |                           | Bosstraat 2                                          | 51° 29' 37" NB, 4° 17' 13" OL | 0748/91  | Rosenhoed, tweelaags hoekpand met een bakstenen lijstgevel in schoon metselwerk onder een plat dak met schild. |
| Mortier, tweelaags onderkelderd hoekpand met een lijstgevel in schoon metselwerk onder een schilddak. |                           |                           | Bosstraat 14                                         | 51° 29' 36" NB, 4° 17' 13" OL | 0748/92  | Mortier, tweelaags onderkelderd hoekpand met een lijstgevel in schoon metselwerk onder een schilddak. |
| Broedgans, tweelaags onderkelderd pand met een bakstenen lijstgevel in schoon metselwerk onder een schilddak. |                           |                           | Bosstraat 18                                         | 51° 29' 36" NB, 4° 17' 13" OL | 0748/93  | Broedgans, tweelaags onderkelderd pand met een bakstenen lijstgevel in schoon metselwerk onder een schilddak. |
| Roskam, tweelaags onderkelderd hoekpand met een geverfde bakstenen lijstgevel onder een afgeplat schilddak. |                           |                           | Bosstraat 20                                         | 51° 29' 35" NB, 4° 17' 13" OL | 0748/94  | Roskam, tweelaags onderkelderd hoekpand met een geverfde bakstenen lijstgevel onder een afgeplat schilddak. |
| Swarten Ram, tweelaags hoekpand met een gepleisterde lijstgevel onder een schilddak. |                           | J. Franssen               | Bosstraat 22                                         | 51° 29' 35" NB, 4° 17' 13" OL | 0748/95  | Swarten Ram, tweelaags hoekpand met een gepleisterde lijstgevel onder een schilddak. |
| Rode Lelie, tweelaags onderkelderd pand met een bepleisterde lijstgevel onder een afgeplat schilddak. |                           |                           | Bosstraat 24                                         | 51° 29' 35" NB, 4° 17' 13" OL | 0748/96  | Rode Lelie, tweelaags onderkelderd pand met een bepleisterde lijstgevel onder een afgeplat schilddak. |
| Drie Koningen, tweelaags onderkelderd pand met een bakstenen lijstgevel onder een schilddak. |                           |                           | Bosstraat 26                                         | 51° 29' 35" NB, 4° 17' 13" OL | 0748/97  | Drie Koningen, tweelaags onderkelderd pand met een bakstenen lijstgevel onder een schilddak. |
| Drie Kandelaars, tweelaags onderkelderd pand met een bakstenen lijstgevel onder een schilddak. |                           |                           | Bosstraat 28                                         | 51° 29' 35" NB, 4° 17' 13" OL | 0748/98  | Drie Kandelaars, tweelaags onderkelderd pand met een bakstenen lijstgevel onder een schilddak. |
| Gulden Leeuw, tweelaags onderkelderd pand met een geverfde bakstenen lijstgevel onder een schilddak. |                           |                           | Bosstraat 30                                         | 51° 29' 35" NB, 4° 17' 13" OL | 0748/99  | Gulden Leeuw, tweelaags onderkelderd pand met een geverfde bakstenen lijstgevel onder een schilddak. |
| Tweelaags pand met een gebosseerd gepleisterde lijstgevel onder een schilddak. |                           |                           | Bosstraat 32                                         | 51° 29' 34" NB, 4° 17' 14" OL | 0748/100 | Tweelaags pand met een gebosseerd gepleisterde lijstgevel onder een schilddak. |
| Sint Eloy, tweelaags pand met een wit geverfde bakstenen lijstgevel onder een schilddak. |                           |                           | Bosstraat 34                                         | 51° 29' 34" NB, 4° 17' 14" OL | 0748/101 | Sint Eloy, tweelaags pand met een wit geverfde bakstenen lijstgevel onder een schilddak. |
| Sint Pieter, tweelaags pand met een bakstenen lijstgevel in schoon metselwerk onder een afgeplat schilddak. |                           |                           | Bosstraat 36                                         | 51° 29' 34" NB, 4° 17' 14" OL | 0748/102 | Sint Pieter, tweelaags pand met een bakstenen lijstgevel in schoon metselwerk onder een afgeplat schilddak. |
| Tweelaags onderkelderd gedeeltelijk vrijstaand, pand met een lijstgevel in schoon metselwerk onder een plat dak met schilden aan de voor- en achterzijde. |                           |                           | Bredasestraat 8                                      | 51° 29' 45" NB, 4° 17' 39" OL | 0748/103 | Tweelaags onderkelderd gedeeltelijk vrijstaand, pand met een lijstgevel in schoon metselwerk onder een plat dak met schilden aan de voor- en achterzijde. |
| Groot drielaags gebouw met een rechthoekige middenrisaliet en twee dwars daarop geplaatste, iets uitspringende, zijvleugels zijn recht gesloten. |                           |                           | Burgemeester Stulemeijerlaan 3                       | 51° 29' 52" NB, 4° 16' 58" OL | 0748/109 | Groot drielaags gebouw met een rechthoekige middenrisaliet en twee dwars daarop geplaatste, iets uitspringende, zijvleugels zijn recht gesloten. |
| Tweelaags hoekpand onder een mansardedak. | 1884 1885                 |                           | Burgemeester Stulemeijerlaan 2                       | 51° 29' 51" NB, 4° 17' 2" OL  | 0748/110 | Tweelaags hoekpand onder een mansardedak. |
| Tweelaags woning met een lijstgevel in schoon metselwerk onder een mansardedak. |                           |                           | Burgemeester Stulemeijerlaan 6                       | 51° 29' 52" NB, 4° 17' 2" OL  | 0748/111 | Tweelaags woning met een lijstgevel in schoon metselwerk onder een mansardedak. |
| Geheel vrijstaand tweelaags pand onder een afgeplat schilddak. |                           |                           | Burgemeester Stulemeijerlaan 8                       | 51° 29' 52" NB, 4° 17' 1" OL  | 0748/112 | Geheel vrijstaand tweelaags pand onder een afgeplat schilddak. |
| Tweelaags woningblok onder een plat dak met schild geïnspireerd op de Hollandse Renaissance. |                           |                           | Burgemeester Stulemeijerlaan 12                      | 51° 29' 53" NB, 4° 17' 1" OL  | 0748/113 | Tweelaags woningblok onder een plat dak met schild geïnspireerd op de Hollandse Renaissance. |
| Tweelaags woningblok onder een plat dak met schild geïnspireerd op de Hollandse Renaissance. |                           |                           | Burgemeester Stulemeijerlaan 14                      | 51° 29' 53" NB, 4° 17' 0" OL  | 0748/114 | Tweelaags woningblok onder een plat dak met schild geïnspireerd op de Hollandse Renaissance. |
| Tweelaags woningblok onder een plat dak met schild geïnspireerd op de Hollandse Renaissance. |                           |                           | Burgemeester Stulemeijerlaan 16                      | 51° 29' 53" NB, 4° 17' 0" OL  | 0748/115 | Tweelaags woningblok onder een plat dak met schild geïnspireerd op de Hollandse Renaissance. |
| Tweelaags woningblok onder een plat dak met schild geïnspireerd op de Hollandse Renaissance. |                           |                           | Burgemeester Stulemeijerlaan 18                      | 51° 29' 53" NB, 4° 16' 60" OL | 0748/116 | Tweelaags woningblok onder een plat dak met schild geïnspireerd op de Hollandse Renaissance. |
| Blok van vier eenlaags gebouwen die een afgesloten geheel vormen langs de Coehoornstraat tussen de Lindebaan en de Koepelstraat. |                           |                           | Coehoornstraat 2                                     | 51° 29' 33" NB, 4° 17' 12" OL | 0748/117 | Blok van vier eenlaags gebouwen die een afgesloten geheel vormen langs de Coehoornstraat tussen de Lindebaan en de Koepelstraat. |
| Blok van vier eenlaags gebouwen die een afgesloten geheel vormen langs de Coehoornstraat tussen de Lindebaan en de Koepelstraat. |                           |                           | Coehoornstraat 4                                     | 51° 29' 32" NB, 4° 17' 12" OL | 0748/118 | Blok van vier eenlaags gebouwen die een afgesloten geheel vormen langs de Coehoornstraat tussen de Lindebaan en de Koepelstraat. |
| Blok van vier eenlaags gebouwen die een afgesloten geheel vormen langs de Coehoornstraat tussen de Lindebaan en de Koepelstraat. |                           |                           | Coehoornstraat 6                                     | 51° 29' 32" NB, 4° 17' 12" OL | 0748/119 | Blok van vier eenlaags gebouwen die een afgesloten geheel vormen langs de Coehoornstraat tussen de Lindebaan en de Koepelstraat. |
| Blok van vier eenlaags gebouwen die een afgesloten geheel vormen langs de Coehoornstraat tussen de Lindebaan en de Koepelstraat. |                           |                           | Coehoornstraat 8                                     | 51° 29' 32" NB, 4° 17' 12" OL | 0748/120 | Blok van vier eenlaags gebouwen die een afgesloten geheel vormen langs de Coehoornstraat tussen de Lindebaan en de Koepelstraat. |
| De Krabbenkooi, Krabbenkooi, voormalige school C. | 1882 1883                 |                           | Coehoornstraat 28 30                                 | 51° 29' 28" NB, 4° 17' 9" OL  | 0748/121 | De Krabbenkooi, Krabbenkooi, voormalige school C. |
| Blok van zes onderkelderde eenlaags woningen met lijstgevels in schoon metselwerk onder een evenwijdig aan de straat lopend doorgetrokken zadeldak. | 1902                      |                           | Coehoornstraat 32                                    | 51° 29' 27" NB, 4° 17' 9" OL  | 0748/123 | Blok van zes onderkelderde eenlaags woningen met lijstgevels in schoon metselwerk onder een evenwijdig aan de straat lopend doorgetrokken zadeldak. |
| Blok van zes onderkelderde eenlaags woningen met lijstgevels in schoon metselwerk onder een evenwijdig aan de straat lopend doorgetrokken zadeldak. | 1902                      |                           | Coehoornstraat 34                                    | 51° 29' 27" NB, 4° 17' 9" OL  | 0748/124 | Blok van zes onderkelderde eenlaags woningen met lijstgevels in schoon metselwerk onder een evenwijdig aan de straat lopend doorgetrokken zadeldak. |
| Blok van zes onderkelderde eenlaags woningen met lijstgevels in schoon metselwerk onder een evenwijdig aan de straat lopend doorgetrokken zadeldak. | 1902                      |                           | Coehoornstraat 36                                    | 51° 29' 27" NB, 4° 17' 9" OL  | 0748/125 | Blok van zes onderkelderde eenlaags woningen met lijstgevels in schoon metselwerk onder een evenwijdig aan de straat lopend doorgetrokken zadeldak. |
| Blok van zes onderkelderde eenlaags woningen met lijstgevels in schoon metselwerk onder een evenwijdig aan de straat lopend doorgetrokken zadeldak. | 1902                      |                           | Coehoornstraat 38                                    | 51° 29' 27" NB, 4° 17' 9" OL  | 0748/126 | Blok van zes onderkelderde eenlaags woningen met lijstgevels in schoon metselwerk onder een evenwijdig aan de straat lopend doorgetrokken zadeldak. |
| Blok van zes onderkelderde eenlaags woningen met lijstgevels in schoon metselwerk onder een evenwijdig aan de straat lopend doorgetrokken zadeldak. | 1902                      |                           | Coehoornstraat 40                                    | 51° 29' 27" NB, 4° 17' 8" OL  | 0748/127 | Blok van zes onderkelderde eenlaags woningen met lijstgevels in schoon metselwerk onder een evenwijdig aan de straat lopend doorgetrokken zadeldak. |
| Blok van zes onderkelderde eenlaags woningen met lijstgevels in schoon metselwerk onder een evenwijdig aan de straat lopend doorgetrokken zadeldak. |                           |                           | Coehoornstraat 42 hoek Zuidwestsingel                | 51° 29' 27" NB, 4° 17' 8" OL  | 0748/128 | Blok van zes onderkelderde eenlaags woningen met lijstgevels in schoon metselwerk onder een evenwijdig aan de straat lopend doorgetrokken zadeldak. |
| Tweelaags hoekpand met een bakstenen lijstgevel onder een plat dak met schilden. |                           |                           | van Dedemstraat 198 198a                             | 51° 29' 30" NB, 4° 17' 19" OL | 0748/130 | Tweelaags hoekpand met een bakstenen lijstgevel onder een plat dak met schilden. |
| Het ALGEMEEN BURGER GASTHUIS werd in 1880-1881 gebouwd in opdracht van het college van regenten van het Algemeen Burger Gasthuis. | 1884 1881                 |                           | Van Dedemstraat 3                                    | 51° 29' 34" NB, 4° 17' 29" OL | 0748/131 | Het ALGEMEEN BURGER GASTHUIS werd in 1880-1881 gebouwd in opdracht van het college van regenten van het Algemeen Burger Gasthuis. |
| Het ALGEMEEN BURGER GASTHUIS werd in 1880-1881 gebouwd in opdracht van het college van regenten van het Algemeen Burger Gasthuis. | 1884 1881                 |                           | Van Dedemstraat 5                                    | 51° 29' 34" NB, 4° 17' 29" OL | 0748/132 | Het ALGEMEEN BURGER GASTHUIS werd in 1880-1881 gebouwd in opdracht van het college van regenten van het Algemeen Burger Gasthuis. |
| Het ALGEMEEN BURGER GASTHUIS werd in 1880-1881 gebouwd in opdracht van het college van regenten van het Algemeen Burger Gasthuis. | 1880 1881                 |                           | Van Dedemstraat 7                                    | 51° 29' 33" NB, 4° 17' 28" OL | 0748/133 | Het ALGEMEEN BURGER GASTHUIS werd in 1880-1881 gebouwd in opdracht van het college van regenten van het Algemeen Burger Gasthuis. |
| Het ALGEMEEN BURGER GASTHUIS werd in 1880-1881 gebouwd in opdracht van het college van regenten van het Algemeen Burger Gasthuis. | 1880 1881                 |                           | Van Dedemstraat 9                                    | 51° 29' 33" NB, 4° 17' 28" OL | 0748/134 | Het ALGEMEEN BURGER GASTHUIS werd in 1880-1881 gebouwd in opdracht van het college van regenten van het Algemeen Burger Gasthuis. |
| Tweelaags onderkelderd hoekpand met een bakstenen lijstgevel onder een schilddak. | 1700 1800                 |                           | Dubbelstraat 21                                      | 51° 29' 44" NB, 4° 16' 45" OL | 0748/140 | Tweelaags onderkelderd hoekpand met een bakstenen lijstgevel onder een schilddak. |
| Tweelaags onderkelderd hoekpand met een bakstenen lijstgevel onder een schilddak. | 1700 1800                 |                           | Dubbelstraat 23                                      | 51° 29' 44" NB, 4° 16' 44" OL | 0748/141 | Tweelaags onderkelderd hoekpand met een bakstenen lijstgevel onder een schilddak. |
| Rij van zeven identieke kleine kamerwoningen met gevels waarvan de onderkant gepleisterd en de bovenkant schoon metselwerk is uitgevoerd, onder een doorlopend zadeldak. | 1700 1800                 |                           | Dubbelstraat 25                                      | 51° 29' 44" NB, 4° 16' 44" OL | 0748/142 | Rij van zeven identieke kleine kamerwoningen met gevels waarvan de onderkant gepleisterd en de bovenkant schoon metselwerk is uitgevoerd, onder een doorlopend zadeldak. |
| Rij van zeven identieke kleine kamerwoningen met gevels waarvan de onderkant gepleisterd en de bovenkant schoon metselwerk is uitgevoerd, onder een doorlopend zadeldak. | 1700 1800                 |                           | Dubbelstraat 27                                      | 51° 29' 45" NB, 4° 16' 44" OL | 0748/143 | Rij van zeven identieke kleine kamerwoningen met gevels waarvan de onderkant gepleisterd en de bovenkant schoon metselwerk is uitgevoerd, onder een doorlopend zadeldak. |
| Rij van zeven identieke kleine kamerwoningen met gevels waarvan de onderkant gepleisterd en de bovenkant schoon metselwerk is uitgevoerd, onder een doorlopend zadeldak. | 1700 1800                 |                           | Dubbelstraat 29                                      | 51° 29' 45" NB, 4° 16' 44" OL | 0748/144 | Rij van zeven identieke kleine kamerwoningen met gevels waarvan de onderkant gepleisterd en de bovenkant schoon metselwerk is uitgevoerd, onder een doorlopend zadeldak. |
| Rij van zeven identieke kleine kamerwoningen met gevels waarvan de onderkant gepleisterd en de bovenkant schoon metselwerk is uitgevoerd, onder een doorlopend zadeldak. | 1700 1800                 |                           | Dubbelstraat 31                                      | 51° 29' 45" NB, 4° 16' 44" OL | 0748/145 | Rij van zeven identieke kleine kamerwoningen met gevels waarvan de onderkant gepleisterd en de bovenkant schoon metselwerk is uitgevoerd, onder een doorlopend zadeldak. |
| Rij van zeven identieke kleine kamerwoningen met gevels waarvan de onderkant gepleisterd en de bovenkant schoon metselwerk is uitgevoerd, onder een doorlopend zadeldak. | 1700 1800                 |                           | Dubbelstraat 33                                      | 51° 29' 45" NB, 4° 16' 43" OL | 0748/146 | Rij van zeven identieke kleine kamerwoningen met gevels waarvan de onderkant gepleisterd en de bovenkant schoon metselwerk is uitgevoerd, onder een doorlopend zadeldak. |
| Rij van zeven identieke kleine kamerwoningen met gevels waarvan de onderkant gepleisterd en de bovenkant schoon metselwerk is uitgevoerd, onder een doorlopend zadeldak. | 1700 1800                 |                           | Dubbelstraat 35                                      | 51° 29' 45" NB, 4° 16' 43" OL | 0748/147 | Rij van zeven identieke kleine kamerwoningen met gevels waarvan de onderkant gepleisterd en de bovenkant schoon metselwerk is uitgevoerd, onder een doorlopend zadeldak. |
| Rij van zeven identieke kleine kamerwoningen met gevels waarvan de onderkant gepleisterd en de bovenkant schoon metselwerk is uitgevoerd, onder een doorlopend zadeldak. | 1700 1800                 |                           | Dubbelstraat 37                                      | 51° 29' 45" NB, 4° 16' 43" OL | 0748/148 | Rij van zeven identieke kleine kamerwoningen met gevels waarvan de onderkant gepleisterd en de bovenkant schoon metselwerk is uitgevoerd, onder een doorlopend zadeldak. |
| Twee samengevoegde panden met gevels in IJsselsteen onder schilddaken. | 1700 1800                 |                           | Dubbelstraat 39                                      | 51° 29' 45" NB, 4° 16' 43" OL | 0748/149 | Twee samengevoegde panden met gevels in IJsselsteen onder schilddaken. |
| Twee samengevoegde panden met gevels in IJsselsteen onder schilddaken. | 1700 1800                 |                           | Dubbelstraat 41 41a                                  | 51° 29' 45" NB, 4° 16' 40" OL | 0748/150 | Twee samengevoegde panden met gevels in IJsselsteen onder schilddaken. |
| Tweelaags pakhuis met een zwart geverfde topgevel onder een zadeldak. | 1700 1800                 |                           | Dubbelstraat 55                                      | 51° 29' 45" NB, 4° 16' 40" OL | 0748/152 | Tweelaags pakhuis met een zwart geverfde topgevel onder een zadeldak. |
| Groot tweelaags pand met een bakstenen lijstgevel onder een zadeldak met schild aan de voorzijde. | 1700 1800                 |                           | Dubbelstraat 63                                      | 51° 29' 46" NB, 4° 16' 38" OL | 0748/153 | Groot tweelaags pand met een bakstenen lijstgevel onder een zadeldak met schild aan de voorzijde. |
| Markant en beeldbepalend pand, samengevoegd van twee panden waarvan het linkse dat onderkelderd is het oudste is en uit omstreeks 1500 dateert. | 1700 1800                 |                           | Dubbelstraat 2 2a                                    | 51° 29' 44" NB, 4° 16' 49" OL | 0748/154 | Markant en beeldbepalend pand, samengevoegd van twee panden waarvan het linkse dat onderkelderd is het oudste is en uit omstreeks 1500 dateert. |
| Tweelaags onderkelderd pand met gegroefde gepleisterde lijstgevel onder een schilddak. | 1700 1800                 |                           | Dubbelstraat 8                                       | 51° 29' 44" NB, 4° 16' 48" OL | 0748/155 | Tweelaags onderkelderd pand met gegroefde gepleisterde lijstgevel onder een schilddak. |
| Tweelaags onderkelderd pand met een bakstenen lijstgevel onder een zadeldak. | 1700 1800                 |                           | Dubbelstraat 14                                      | 51° 29' 44" NB, 4° 16' 47" OL | 0748/156 | Tweelaags onderkelderd pand met een bakstenen lijstgevel onder een zadeldak. |
| Tweelaags onderkelderd pand met een gepleisterde lijstgevel onder een zadeldak. | 1700 1800                 |                           | Dubbelstraat 16                                      | 51° 29' 44" NB, 4° 16' 47" OL | 0748/157 | Tweelaags onderkelderd pand met een gepleisterde lijstgevel onder een zadeldak. |
| Tweelaags pand met bakstenen lijstgevel onder een zadeldak. | 1700 1800                 |                           | Dubbelstraat 18                                      | 51° 29' 44" NB, 4° 16' 46" OL | 0748/158 | Tweelaags pand met bakstenen lijstgevel onder een zadeldak. |
| Tweelaags onderkelderd pand met een gepleisterde lijstgevel onder een schilddak. | 1700 1800                 |                           | Dubbelstraat 20                                      | 51° 29' 44" NB, 4° 16' 46" OL | 0748/159 | Tweelaags onderkelderd pand met een gepleisterde lijstgevel onder een schilddak. |
| Keizer, tweelaags hoekpand met een gepleisterde lijstgevel, waarvan het benedengedeelte gebosseerd is, onder een zadeldak dat evenwijdig aan de straat loopt. | 1700 1800                 |                           | Dubbelstraat 28                                      | 51° 29' 45" NB, 4° 16' 45" OL | 0748/160 | Keizer, tweelaags hoekpand met een gepleisterde lijstgevel, waarvan het benedengedeelte gebosseerd is, onder een zadeldak dat evenwijdig aan de straat loopt. |
| Tweelaags pand met een gegroefd gepleisterde lijstgevel onder een zadeldak. | 1700 1800                 |                           | Dubbelstraat 30                                      | 51° 29' 45" NB, 4° 16' 45" OL | 0748/161 | Tweelaags pand met een gegroefd gepleisterde lijstgevel onder een zadeldak. |
| Tweelaags pand met wit geverfde bakstenen lijstgevel onder een zadeldak. | 1700 1800                 |                           | Dubbelstraat 56 56a                                  | 51° 29' 45" NB, 4° 16' 40" OL | 0748/162 | Tweelaags pand met wit geverfde bakstenen lijstgevel onder een zadeldak. |
| Tweelaags pand met een bakstenen lijstgevel onder een zadeldak. | 1700 1800                 |                           | Dubbelstraat 58                                      | 51° 29' 46" NB, 4° 16' 40" OL | 0748/163 | Tweelaags pand met een bakstenen lijstgevel onder een zadeldak. |
| Eenvoudig pand bestaande uit een bouwlaag onder een zadeldak met schild aan de voorzijde. | 1700 1800                 |                           | Dubbelstraat 76                                      | 51° 29' 46" NB, 4° 16' 38" OL | 0748/164 | Eenvoudig pand bestaande uit een bouwlaag onder een zadeldak met schild aan de voorzijde. |
| Hovenierswoning van een bouwlaag onder een schilddak. | 1700 1800                 | J. Franssen               | Dubbelstraat 78                                      | 51° 29' 46" NB, 4° 16' 38" OL | 0748/165 | Hovenierswoning van een bouwlaag onder een schilddak. |
| Hovenierswoning van een bouwlaag onder een schilddak. | 1700 1800                 |                           | Dubbelstraat 80                                      | 51° 29' 46" NB, 4° 16' 38" OL | 0748/166 | Hovenierswoning van een bouwlaag onder een schilddak. |
| Tweelaags pand met gepleisterde lijstgevel onder een schilddak. | 1700 1800                 |                           | Dubbelstraat 82                                      | 51° 29' 46" NB, 4° 16' 38" OL | 0748/167 | Tweelaags pand met gepleisterde lijstgevel onder een schilddak. |
| Pand van een bouwlaag met een gepleisterde lijstgevel onder een zadeldak. | 1700 1800                 |                           | Dubbelstraat 84                                      | 51° 29' 46" NB, 4° 16' 37" OL | 0748/168 | Pand van een bouwlaag met een gepleisterde lijstgevel onder een zadeldak. |
| Tweelaags pand met een gepleisterde lijstgevel onder een schilddak, gebouwd tegen het "Kleine Hof". |                           |                           | Dumontsdreef 2                                       | 51° 29' 50" NB, 4° 17' 21" OL | 0748/169 | Tweelaags pand met een gepleisterde lijstgevel onder een schilddak, gebouwd tegen het "Kleine Hof". |
| Dumontshoeve, blok van drie verschillende bouwvolumes met bakstenen gevels, bestaande uit een hoofdgebouw onder een schilddak en twee bijgebouwtjes onder een zadeldak en lessenaarsdak. | XVII                      |                           | Dumontsdreef 5 7                                     | 51° 29' 50" NB, 4° 17' 17" OL | 0748/170 | Dumontshoeve, blok van drie verschillende bouwvolumes met bakstenen gevels, bestaande uit een hoofdgebouw onder een schilddak en twee bijgebouwtjes onder een zadeldak en lessenaarsdak. |
| Droogscheere, drielaags pand onder een plat dak met schilden. | XIXd                      |                           | Engelsestraat 1 3                                    | 51° 29' 44" NB, 4° 17' 14" OL | 0748/189 | Droogscheere, drielaags pand onder een plat dak met schilden. |
| Berge / Duizend Vreesen, tweelaags onderkelderd pand met een lijstgevel in schoon metselwerk onder een schilddak. | XVII                      |                           | Engelsestraat 5                                      | 51° 29' 44" NB, 4° 17' 14" OL | 0748/191 | Berge / Duizend Vreesen, tweelaags onderkelderd pand met een lijstgevel in schoon metselwerk onder een schilddak. |
| De Nagtegael, tweelaags onderkelderd woonhuis met een gepleisterde lijstgevel onder een schilddak. | XIXc                      |                           | Engelsestraat 7                                      | 51° 29' 44" NB, 4° 17' 15" OL | 0748/192 | De Nagtegael, tweelaags onderkelderd woonhuis met een gepleisterde lijstgevel onder een schilddak. |
| Tweelaags onderkelderd pand met een bakstenen lijstgevel onder een plat dak. |                           |                           | Engelsestraat 9 9a                                   | 51° 29' 44" NB, 4° 17' 15" OL | 0748/193 | Tweelaags onderkelderd pand met een bakstenen lijstgevel onder een plat dak. |
| Sint Adolph, tweelaags onderkelderd woonhuis met gepleisterde lijstgevel onder een zadeldak met schild aan de voorzijde. | 1894                      |                           | Engelsestraat 11                                     | 51° 29' 44" NB, 4° 17' 15" OL | 0748/194 | Sint Adolph, tweelaags onderkelderd woonhuis met gepleisterde lijstgevel onder een zadeldak met schild aan de voorzijde. |
| Tweelaags onderkelderd pand met een gepleisterde lijstgevel onder een schilddak. |                           |                           | Engelsestraat 13 13a                                 | 51° 29' 45" NB, 4° 17' 15" OL | 0748/195 | Tweelaags onderkelderd pand met een gepleisterde lijstgevel onder een schilddak. |
| Blauwe Schilt, tweelaags pand met een gepleisterde lijstgevel onder een schilddak. | XIXc                      | A. Siebers en W. van Dael | Engelsestraat 23                                     | 51° 29' 46" NB, 4° 17' 17" OL | 0748/196 | Blauwe Schilt, tweelaags pand met een gepleisterde lijstgevel onder een schilddak. |
| Toelast 4790, tweelaags onderkelderd pand met gedeeltelijk gebosseerd gepleisterde lijstgevel onder een plat dak. | 1868                      | J. Franssen               | Engelsestraat 25                                     | 51° 29' 46" NB, 4° 17' 17" OL | 0748/197 | Toelast 4790, tweelaags onderkelderd pand met gedeeltelijk gebosseerd gepleisterde lijstgevel onder een plat dak. |
| 515578, Evangelisch-Lutherse kerk, vanweg het orgel, gemaakt door C.J. Rogier in 1857 |                           | J. Franssen               | Faurestraat 14                                       | 51° 29' 58" NB, 4° 17' 3" OL  | 0748/199 | 515578, Evangelisch-Lutherse kerk, vanweg het orgel, gemaakt door C.J. Rogier in 1857 |
| Onderkelderd hoekpand bestaande uit een voorhuis van twee bouwlagen en een zolderverdieping onder een schilddak, een middengedeelte van twee bouwlagen onder een zadeldak, doorgetrokken boven het achterhuis dat een bouwlaag telt boven een hoger opgetrokken kelder.                             |                           |                           | Fortuinstraat 7 hoek Molstraat                       | 51° 29' 41" NB, 4° 17' 9" OL  | 0748/218 | Onderkelderd hoekpand bestaande uit een voorhuis van twee bouwlagen en een zolderverdieping onder een schilddak, een middengedeelte van twee bouwlagen onder een zadeldak, doorgetrokken boven het achterhuis dat een bouwlaag telt boven een hoger opgetrokken kelder.                             |
| Wapen van Vrankrijk, tweelaags onderkelderd pand met gepleisterde lijstgevel onder een schilddak. | XIXd                      |                           | Fortuinstraat 13                                     | 51° 29' 41" NB, 4° 17' 8" OL  | 0748/219 | Wapen van Vrankrijk, tweelaags onderkelderd pand met gepleisterde lijstgevel onder een schilddak. |
| Hemelrijck, drielaags pand met gebosseerd gepleisterde lijstgevel onder een plat dak. | XIX                       |                           | Fortuinstraat 19                                     | 51° 29' 42" NB, 4° 17' 7" OL  | 0748/220 | Hemelrijck, drielaags pand met gebosseerd gepleisterde lijstgevel onder een plat dak. |
| Gulden Cop, tweelaags pand met een wit geverfde bakstenen lijstgevel onder een schilddak. | XIX                       |                           | Fortuinstraat 21                                     | 51° 29' 42" NB, 4° 17' 7" OL  | 0748/221 | Gulden Cop, tweelaags pand met een wit geverfde bakstenen lijstgevel onder een schilddak. |
| Swarte Pot, tweelaags onderkelderd pand met een gepleisterde lijstgevel onder een schilddak. | XIX                       |                           | Fortuinstraat 4                                      | 51° 29' 41" NB, 4° 17' 10" OL | 0748/222 | Swarte Pot, tweelaags onderkelderd pand met een gepleisterde lijstgevel onder een schilddak. |
| Swarte Helm, drielaags onderkelderd pand met een gepleisterde lijstgevel onder een schilddak. | XIX                       |                           | Fortuinstraat 6                                      | 51° 29' 41" NB, 4° 17' 10" OL | 0748/223 | Swarte Helm, drielaags onderkelderd pand met een gepleisterde lijstgevel onder een schilddak. |
| Winkelpand bestaande uit een hoog begane grondgedeelte, een verdieping en een zolderverdieping onder een zadeldak met schild aan de voorzijde; kelder met tongewelf loodrecht op de voorgevel. | XVI XVII                  |                           | Fortuinstraat 8                                      | 51° 29' 41" NB, 4° 17' 10" OL | 0748/224 | Winkelpand bestaande uit een hoog begane grondgedeelte, een verdieping en een zolderverdieping onder een zadeldak met schild aan de voorzijde; kelder met tongewelf loodrecht op de voorgevel. |
| Bonte Hond, tweelaags onderkelderd pand met gepleisterde gevel onder een schilddak. | XIX                       |                           | Fortuinstraat 24                                     | 51° 29' 42" NB, 4° 17' 7" OL  | 0748/225 | Bonte Hond, tweelaags onderkelderd pand met gepleisterde gevel onder een schilddak. |
| Voormalige onderwijzerswoning behorende bij school C. |                           | J. Franssen               | Glymesstraat 1                                       | 51° 29' 29" NB, 4° 17' 10" OL | 0748/226 | Voormalige onderwijzerswoning behorende bij school C. |
| Ons Bergen, woningcomplex bestaande uit vier blokken van tweelaags woningen met lijstgevel in schoon metselwerk onder een gezamenlijk schilddak sobere baksteenarchitectuur waarbij de bouwblokken van elkaar gescheiden zijn door pilasters van de kolossale orde met Ionisch aandoende kapitalen. | 1858 1859                 |                           | Goudenbloemstraat 15                                 | 51° 29' 50" NB, 4° 17' 21" OL | 0748/231 | Ons Bergen, woningcomplex bestaande uit vier blokken van tweelaags woningen met lijstgevel in schoon metselwerk onder een gezamenlijk schilddak sobere baksteenarchitectuur waarbij de bouwblokken van elkaar gescheiden zijn door pilasters van de kolossale orde met Ionisch aandoende kapitalen. |
| Ons Bergen, woningcomplex bestaande uit vier blokken van tweelaags woningen met lijstgevel in schoon metselwerk onder een gezamenlijk schilddak sobere baksteenarchitectuur waarbij de bouwblokken van elkaar gescheiden zijn door pilasters van de kolossale orde met Ionisch aandoende kapitalen. | 1858 1859                 |                           | Goudenbloemstraat 17                                 | 51° 29' 50" NB, 4° 17' 21" OL | 0748/232 | Ons Bergen, woningcomplex bestaande uit vier blokken van tweelaags woningen met lijstgevel in schoon metselwerk onder een gezamenlijk schilddak sobere baksteenarchitectuur waarbij de bouwblokken van elkaar gescheiden zijn door pilasters van de kolossale orde met Ionisch aandoende kapitalen. |
| Boerderijcomplex bestaande uit een hoofdgedeelte met enkele met elkaar verbonden bouwlichamen en een vrijstaande schuur. |                           |                           | Groot Molenbeek 10                                   | 51° 28' 22" NB, 4° 19' 0" OL  | 0748/233 | Boerderijcomplex bestaande uit een hoofdgedeelte met enkele met elkaar verbonden bouwlichamen en een vrijstaande schuur. |
| Boerderijcomplex bestaande uit een hoofdgedeelte met enkele met elkaar verbonden bouwlichamen en een vrijstaande schuur. |                           |                           | Groot Molenbeek 11                                   | 51° 28' 22" NB, 4° 19' 1" OL  | 0748/234 | Boerderijcomplex bestaande uit een hoofdgedeelte met enkele met elkaar verbonden bouwlichamen en een vrijstaande schuur. |
| Geheel vrijstaande stal/schuur onder een met riet gedekt schilddak met wolfseind en nokvorsten, behorende bij de hoeve de Grote Lind. |                           |                           | Grote Lind 1                                         | 51° 29' 11" NB, 4° 21' 13" OL | 0748/235 | Geheel vrijstaande stal/schuur onder een met riet gedekt schilddak met wolfseind en nokvorsten, behorende bij de hoeve de Grote Lind. |
| De Molen, onderkelderd pand bestaande uit een beganegrondgedeelten, een verdieping en een mezzenino onder een plat dak met (korte) schilden aan de voor- en achterzijde. | 1890                      |                           | Grote Markt 2                                        | 51° 29' 41" NB, 4° 17' 13" OL | 0748/256 | De Molen, onderkelderd pand bestaande uit een beganegrondgedeelten, een verdieping en een mezzenino onder een plat dak met (korte) schilden aan de voor- en achterzijde. |
| De Kleine Vijzel, tweelaags onderkelderd pand met een wit geverfde lijstgevel onder een zadeldak met schild aan de voorzijde. | 1933                      |                           | Grote Markt 7                                        | 51° 29' 41" NB, 4° 17' 16" OL | 0748/257 | De Kleine Vijzel, tweelaags onderkelderd pand met een wit geverfde lijstgevel onder een zadeldak met schild aan de voorzijde. |
| Galeye, tweelaags onderkelderd pand met een gepleisterde lijstgevel onder een mansardedak. | XIXd                      |                           | Grote Markt 15                                       | 51° 29' 39" NB, 4° 17' 14" OL | 0748/258 | Galeye, tweelaags onderkelderd pand met een gepleisterde lijstgevel onder een mansardedak. |
| De Pellicaen, onderkelderd huis, bestaande uit twee bouwlagen onder een zadeldak met schild aan de voorzijde. | XVII                      |                           | Grote Markt 20                                       | 51° 29' 38" NB, 4° 17' 14" OL | 0748/259 | De Pellicaen, onderkelderd huis, bestaande uit twee bouwlagen onder een zadeldak met schild aan de voorzijde. |
| Oude Handboog, drielaags pand met een bakstenen lijstgevel onder een schilddak; zeer ontsierende uitgebouwde pui. | 1900                      |                           | Grote Markt 25                                       | 51° 29' 39" NB, 4° 17' 13" OL | 0748/260 | Upload foto |
| Sint Geertruid, drielaags onderkelderd pand met een lijstgevel in schoon metselwerk onder een zadeldak met schild aan de voorzijde. | 1932                      |                           | Grote Markt 27                                       | 51° 29' 39" NB, 4° 17' 13" OL | 0748/261 | Sint Geertruid, drielaags onderkelderd pand met een lijstgevel in schoon metselwerk onder een zadeldak met schild aan de voorzijde. |
| Grote Kraanvogel, Gedeeltelijk vrijstaand onderkelderd pand, bestaande uit twee bouwlagen onder een schilddak. | 1883                      |                           | Grote Markt 31                                       | 51° 29' 40" NB, 4° 17' 11" OL | 0748/262 | Grote Kraanvogel, Gedeeltelijk vrijstaand onderkelderd pand, bestaande uit twee bouwlagen onder een schilddak. |
| Gulden Ring, drielaags onderkelderd pand met een bakstenen lijstgevel in schoon metselwerk onder een plat dak. | 1918                      |                           | Grote Markt 34                                       | 51° 29' 40" NB, 4° 17' 11" OL | 0748/263 | Meer afbeeldingen |
| 91352, tweelaags onderkelderd pand met een gepleisterde lijstgevel onder een mansardedak. |                           |                           | Grote Markt 35 35a                                   | 51° 29' 39" NB, 4° 17' 13" OL | 0748/264 | 91352, tweelaags onderkelderd pand met een gepleisterde lijstgevel onder een mansardedak. |
| Geheel vrijstaande tweelaagse villa met gevels in schoon metselwerk onder zadeldak dat omstreeks 1960 is gedekt met Multex-leien met afgeschuinde benedenhoeken. | 1900 1928                 |                           | Halsterseweg 181                                     | 51° 30' 30" NB, 4° 16' 47" OL | 0748/266 | Geheel vrijstaande tweelaagse villa met gevels in schoon metselwerk onder zadeldak dat omstreeks 1960 is gedekt met Multex-leien met afgeschuinde benedenhoeken. |
| Geheel vrijstaande boerderij van een bouwlaag met een wit geschilderde bakstenen gevel onder een evenwijdig aan de straat lopend zadeldak. | XVIII XIX                 |                           | Halsterseweg 128                                     | 51° 30' 31" NB, 4° 16' 44" OL | 0748/267 | Geheel vrijstaande boerderij van een bouwlaag met een wit geschilderde bakstenen gevel onder een evenwijdig aan de straat lopend zadeldak. |
| Gedeeltelijk vrijstaand eenlaags pand met een bakstenen gevel onder een afgeplat zadeldak. | ca. 1900 1928             |                           | Halsterseweg 222                                     | 51° 30' 15" NB, 4° 16' 46" OL | 0748/268 | Gedeeltelijk vrijstaand eenlaags pand met een bakstenen gevel onder een afgeplat zadeldak. |
| Het Rad van Avontuur, tweelaags onderkelderd pand met een bakstenen lijstgevel onder een evenwijdig aan de straat lopend zadeldak. | XIXA                      |                           | Havenstraat 13                                       | 51° 29' 44" NB, 4° 16' 39" OL | 0748/269 | Het Rad van Avontuur, tweelaags onderkelderd pand met een bakstenen lijstgevel onder een evenwijdig aan de straat lopend zadeldak. |
| Het Rad van Avontuur, tweelaags onderkelderd pand met een bakstenen lijstgevel onder een evenwijdig aan de straat lopend zadeldak. | XIXA (gevel)              |                           | Havenstraat 15                                       | 51° 29' 44" NB, 4° 16' 39" OL | 0748/270 | Het Rad van Avontuur, tweelaags onderkelderd pand met een bakstenen lijstgevel onder een evenwijdig aan de straat lopend zadeldak. |
| Langsgevelboerderij uit het derde kwart van de 19e eeuw. |                           |                           | Heimolen 15                                          | 51° 28' 10" NB, 4° 18' 32" OL | 0748/271 | Langsgevelboerderij uit het derde kwart van de 19e eeuw. |
| |                           |                           | Hofstraat 8 zie Sint-Catharinaplein 13               | 51° 29' 47" NB, 4° 17' 10" OL | 0748/274 | |
| De Croone, onderkelderd pand van twee bouwlagen onder zadeldak met schild aan de voorzijde. |                           |                           | Hofstraat 23                                         | 51° 29' 47" NB, 4° 17' 9" OL  | 0748/275 | De Croone, onderkelderd pand van twee bouwlagen onder zadeldak met schild aan de voorzijde. |
| Morissendans, tweelaags pand met een wit geverfde bakstenen lijstgevel onder een zadeldak. | XIXA                      |                           | Hofstraat 27                                         | 51° 29' 47" NB, 4° 17' 9" OL  | 0748/276 | Morissendans, tweelaags pand met een wit geverfde bakstenen lijstgevel onder een zadeldak. |
| De Kaerskorf, tweelaags woonhuis met een gepleisterde lijstgevel onder een zadeldak. | XIX                       |                           | Hofstraat 29                                         | 51° 29' 48" NB, 4° 17' 9" OL  | 0748/277 | De Kaerskorf, tweelaags woonhuis met een gepleisterde lijstgevel onder een zadeldak. |
| Violette, drielaags woonhuis met een bakstenen lijstgevel onder een zadeldak. | XVIII                     |                           | Hofstraat 31                                         | 51° 29' 48" NB, 4° 17' 10" OL | 0748/278 | Violette, drielaags woonhuis met een bakstenen lijstgevel onder een zadeldak. |
| Twee-en-een-halflaags pand in de trant van de Amsterdamse School met een gegolfde bakstenen gevel onder een plat dak. |                           |                           | Hoogstraat 1 1a / 1b / 1c                            | 51° 29' 39" NB, 4° 17' 16" OL | 0748/305 | Twee-en-een-halflaags pand in de trant van de Amsterdamse School met een gegolfde bakstenen gevel onder een plat dak. |
| De Nachtegael, tweelaags onderkelderd pand met een gepleisterde lijstgevel onder een plat dak met schild aan de voorzijde. | 1884                      |                           | Hoogstraat 33                                        | 51° 29' 34" NB, 4° 17' 16" OL | 0748/306 | De Nachtegael, tweelaags onderkelderd pand met een gepleisterde lijstgevel onder een plat dak met schild aan de voorzijde. |
| Gulden Berg, tweelaags pand met een deels gepleisterde en geschilderde lijstgevel onder een schilddak. |                           |                           | Hoogstraat 34                                        | 51° 29' 34" NB, 4° 17' 16" OL | 0748/307 | Gulden Berg, tweelaags pand met een deels gepleisterde en geschilderde lijstgevel onder een schilddak. |
| Gulden Berg, tweelaags onderkelderd hoekpand met een gepleisterde lijstgevel onder een schilddak. |                           |                           | Hoogstraat 36                                        | 51° 29' 34" NB, 4° 17' 16" OL | 0748/308 | Gulden Berg, tweelaags onderkelderd hoekpand met een gepleisterde lijstgevel onder een schilddak. |
| Gulden Berg, In Bossche Schooltrant opgetrokken baksteenkerk met vroegchristelijk en byzantijns aandoende vormen. |                           |                           | Kastanjelaan 160 Piusplein                           | 51° 29' 40" NB, 4° 17' 14" OL | 0748/309 | Meer afbeeldingen |
| Oude stal van een bouwlaag met een bakstenen gevel onder een evenwijdig aan de straat lopend zadeldak met schilden. | XVIII XIX                 |                           | Kerkstraat 4                                         | 51° 29' 39" NB, 4° 17' 18" OL | 0748/317 | Oude stal van een bouwlaag met een bakstenen gevel onder een evenwijdig aan de straat lopend zadeldak met schilden. |
| Samengesteld complex van twee aaneen gebouwde bedrijfspanden van een bouwlaag elk, met tuitgevels onder twee iets in hoogte verspringende zadeldaken met de as loodrecht op de straat. | 1907                      |                           | Kettingstraat 2                                      | 51° 29' 44" NB, 4° 17' 24" OL | 0748/318 | Samengesteld complex van twee aaneen gebouwde bedrijfspanden van een bouwlaag elk, met tuitgevels onder twee iets in hoogte verspringende zadeldaken met de as loodrecht op de straat. |
| Tweelaags onderkelderd hoekpand met een gepleisterde lijstgevel onder een zadeldak met schil aan de voorzijde; de zijgevel is gebosseerd gecementeerd. |                           |                           | Klaverstraat 2                                       | 51° 29' 49" NB, 4° 17' 11" OL | 0748/319 | Tweelaags onderkelderd hoekpand met een gepleisterde lijstgevel onder een zadeldak met schil aan de voorzijde; de zijgevel is gebosseerd gecementeerd. |
| Tweelaags panden met een gepleisterde lijstgevel onder een evenwijdig aan de straat lopend zadeldak. |                           |                           | Kloosterstraat 91                                    | 51° 29' 32" NB, 4° 17' 19" OL | 0748/321 | Tweelaags panden met een gepleisterde lijstgevel onder een evenwijdig aan de straat lopend zadeldak. |
| Tweelaags panden met een gepleisterde lijstgevel onder een evenwijdig aan de straat lopend zadeldak. |                           |                           | Kloosterstraat 93                                    | 51° 29' 32" NB, 4° 17' 19" OL | 0748/322 | Tweelaags panden met een gepleisterde lijstgevel onder een evenwijdig aan de straat lopend zadeldak. |
| Tweelaags panden met een gepleisterde lijstgevel onder een evenwijdig aan de straat lopend zadeldak. |                           |                           | Kloosterstraat 95                                    | 51° 29' 32" NB, 4° 17' 19" OL | 0748/323 | Tweelaags panden met een gepleisterde lijstgevel onder een evenwijdig aan de straat lopend zadeldak. |
| Tweelaags onderkelderd hoekpand met een lijstgevel in schoon metselwerk onder een plat dak met schilden, hoekgedeelte onder een tentdak. |                           |                           | Kloosterstraat 38                                    | 51° 29' 33" NB, 4° 17' 19" OL | 0748/324 | Tweelaags onderkelderd hoekpand met een lijstgevel in schoon metselwerk onder een plat dak met schilden, hoekgedeelte onder een tentdak. |
| Hoekbebouwing van een bouwlaag met een geschilderde bakstenen lijstgevel onder een zadeldak met schilden. |                           |                           | Koepeldwarsstraat 11                                 | 51° 29' 35" NB, 4° 17' 1" OL  | 0748/325 | Hoekbebouwing van een bouwlaag met een geschilderde bakstenen lijstgevel onder een zadeldak met schilden. |
| Pand van een bouwlaag met een gepleisterde lijstgevel onder een evenwijdig aan de straat lopend zadeldak. | XIXd                      |                           | Koepelstraat 35                                      | 51° 29' 32" NB, 4° 17' 10" OL | 0748/326 | Pand van een bouwlaag met een gepleisterde lijstgevel onder een evenwijdig aan de straat lopend zadeldak. |
| Pand van een bouwlaag met een gepleisterde lijstgevel onder een evenwijdig aan de straat lopend zadeldak dat gemeenschappelijk is met nummer 93. |                           |                           | Koepelstraat 91                                      | 51° 29' 35" NB, 4° 17' 2" OL  | 0748/327 | Pand van een bouwlaag met een gepleisterde lijstgevel onder een evenwijdig aan de straat lopend zadeldak dat gemeenschappelijk is met nummer 93. |
| Hoekbebouwing van een bouwlaag met een geschilderde bakstenen lijstgevel onder een zadeldak met schilden. |                           |                           | Koepelstraat 93                                      | 51° 29' 35" NB, 4° 17' 1" OL  | 0748/328 | Hoekbebouwing van een bouwlaag met een geschilderde bakstenen lijstgevel onder een zadeldak met schilden. |
| Tweelaags onderkelderd hoekpand met een gepleisterde lijstgevel onder een plat dak met schilden. |                           |                           | Korte Bosstraat 1                                    | 51° 29' 33" NB, 4° 17' 16" OL | 0748/336 | Tweelaags onderkelderd hoekpand met een gepleisterde lijstgevel onder een plat dak met schilden. |
| Twee-enhalflaags onderkelderd pand met een lijstgevel in schoon metselwerk onder een zadeldak met schild aan de voorzijde. |                           |                           | Korte Bosstraat 7 7a                                 | 51° 29' 33" NB, 4° 17' 16" OL | 0748/337 | Twee-enhalflaags onderkelderd pand met een lijstgevel in schoon metselwerk onder een zadeldak met schild aan de voorzijde. |
| Tweelaags onderkelderd pand met een lijstgevel in schoon metselwerk onder een mansardedak. |                           |                           | Korte Bosstraat 9 9a                                 | 51° 29' 32" NB, 4° 17' 16" OL | 0748/338 | Tweelaags onderkelderd pand met een lijstgevel in schoon metselwerk onder een mansardedak. |
| Tweelaags panden met gebosseerd gepleisterde lijstgevels onder schilddaken. |                           |                           | Korte Bosstraat 2                                    | 51° 29' 33" NB, 4° 17' 15" OL | 0748/339 | Tweelaags panden met gebosseerd gepleisterde lijstgevels onder schilddaken. |
| Tweelaags onderkelderd pand met een bakstenen lijstgevel onder een evenwijdig aan de straat lopend zadeldak. |                           |                           | Korte Bosstraat 6 6a                                 | 51° 29' 32" NB, 4° 17' 16" OL | 0748/340 | Tweelaags onderkelderd pand met een bakstenen lijstgevel onder een evenwijdig aan de straat lopend zadeldak. |
| Drielaags onderkelderd pand met een wit geverfde bakstenen lijstgevel onder een zadeldak. |                           |                           | Kortemeestraat 1 1a                                  | 51° 29' 43" NB, 4° 17' 7" OL  | 0748/342 | Upload foto |
| De Zeeridder, tweelaags onderkelderd pand met een wit geverfde lijstgevel, bestaande uit een beganegrond gedeelte met daarboven een verdieping en mezzanino onder een zadeldak met schild aan de voorzijde.                                                                                         | XVIII                     |                           | Kortemeestraat 3                                     | 51° 29' 43" NB, 4° 17' 7" OL  | 0748/343 | De Zeeridder, tweelaags onderkelderd pand met een wit geverfde lijstgevel, bestaande uit een beganegrond gedeelte met daarboven een verdieping en mezzanino onder een zadeldak met schild aan de voorzijde.                                                                                         |
| De Cardinaalshoet, drielaags onderkelderd pand met een in 1867 verhoogde 18de-eeuwse bakstenen lijstgevel onder een plat dak met schilden. | XVIII                     |                           | Kortemeestraat 5                                     | 51° 29' 43" NB, 4° 17' 8" OL  | 0748/344 | De Cardinaalshoet, drielaags onderkelderd pand met een in 1867 verhoogde 18de-eeuwse bakstenen lijstgevel onder een plat dak met schilden. |
| De Kleine Meebale, drielaags onderkelderd pand met een wit geverfde bakstenen lijstgevel overdekt met een schilddak. | XVIII                     |                           | Kortemeestraat 7                                     | 51° 29' 43" NB, 4° 17' 8" OL  | 0748/345 | De Kleine Meebale, drielaags onderkelderd pand met een wit geverfde bakstenen lijstgevel overdekt met een schilddak. |
| De Witte Munnick, drielaags onderkelderd bedrijfspand met een gepleisterde lijstgevel onder een schilddak. | XIXd architect =          |                           | Kortemeestraat 9                                     | 51° 29' 43" NB, 4° 17' 8" OL  | 0748/346 | De Witte Munnick, drielaags onderkelderd bedrijfspand met een gepleisterde lijstgevel onder een schilddak. |
| Marienburgh, drielaags onderkelderd bedrijfspand met een uit 1901 daterende bakstenen lijstgevel onder een schilddak. | xIXd architect =          |                           | Kortemeestraat 11                                    | 51° 29' 43" NB, 4° 17' 8" OL  | 0748/347 | Marienburgh, drielaags onderkelderd bedrijfspand met een uit 1901 daterende bakstenen lijstgevel onder een schilddak. |
| De Klimmende Bock, tweelaags pand met wit geverfde bakstenen lijstgevel onder een schilddak. | XVIII XIX                 |                           | Kortemeestraat 13                                    | 51° 29' 43" NB, 4° 17' 9" OL  | 0748/348 | De Klimmende Bock, tweelaags pand met wit geverfde bakstenen lijstgevel onder een schilddak. |
| Het Rheekalf, tweelaags pand met een rood geverfde bakstenen lijstgevel onder een schilddak. | XVII XIX                  |                           | Kortemeestraat 15                                    | 51° 29' 44" NB, 4° 17' 9" OL  | 0748/349 | Het Rheekalf, tweelaags pand met een rood geverfde bakstenen lijstgevel onder een schilddak. |
| Tweelaags onderkelderd pand met een gepleisterde lijstgevel onder een schijnkap. |                           |                           | Kortemeestraat 17 17a                                | 51° 29' 44" NB, 4° 17' 10" OL | 0748/350 | Tweelaags onderkelderd pand met een gepleisterde lijstgevel onder een schijnkap. |
| De Verkeerde Wereld, onderkelderd pand met een tweelaags lijstgevel in schoon metselwerk onder een zadeldak met schilden. | XIXa                      |                           | Kortemeestraat 19                                    | 51° 29' 44" NB, 4° 17' 10" OL | 0748/351 | De Verkeerde Wereld, onderkelderd pand met een tweelaags lijstgevel in schoon metselwerk onder een zadeldak met schilden. |
| Amsterdam, tweelaags onderkelderd pand met een bakstenen lijstgevel onder een schilddak. | XVIII XIX                 |                           | Kortemeestraat 25                                    | 51° 29' 44" NB, 4° 17' 11" OL | 0748/352 | Amsterdam, tweelaags onderkelderd pand met een bakstenen lijstgevel onder een schilddak. |
| De Maagd van Mechelen, tweelaags onderkelderd pand met wit geverfde bakstenen lijstgevel, overdekt met een zadeldak. | XVIII                     |                           | Kortemeestraat 27                                    | 51° 29' 44" NB, 4° 17' 11" OL | 0748/353 | De Maagd van Mechelen, tweelaags onderkelderd pand met wit geverfde bakstenen lijstgevel, overdekt met een zadeldak. |
| Sint Joos, onderkelderd drielaags pand met rood geverfde bakstenen lijstgevel onder een evenwijdig aan de straat lopend zadeldak. | XVIII                     |                           | Kortemeestraat 29 31                                 | 51° 29' 44" NB, 4° 17' 10" OL | 0748/354 | Sint Joos, onderkelderd drielaags pand met rood geverfde bakstenen lijstgevel onder een evenwijdig aan de straat lopend zadeldak. |
| Kleine Sint Maarten, tweelaags onderkelderd pand met geverfde bakstenen lijstgevel onder een plat dak. | XIX                       |                           | Kortemeestraat 33                                    | 51° 29' 44" NB, 4° 17' 12" OL | 0748/356 | Kleine Sint Maarten, tweelaags onderkelderd pand met geverfde bakstenen lijstgevel onder een plat dak. |
| De Oude Struys, tweelaags onderkelderd pand met een gepleisterde lijstgevel overdekt met een schilddak. | XIX                       |                           | Kortemeestraat 8                                     | 51° 29' 43" NB, 4° 17' 8" OL  | 0748/357 | De Oude Struys, tweelaags onderkelderd pand met een gepleisterde lijstgevel overdekt met een schilddak. |
| Smeedhamer, Huis met witgeschilderde lijstgevel en overblijfselen van jaarankers (XVIB). | XIX                       |                           | Kortemeestraat 12                                    | 51° 29' 43" NB, 4° 17' 9" OL  | 0748/358 | Smeedhamer, Huis met witgeschilderde lijstgevel en overblijfselen van jaarankers (XVIB). |
| Tweelaags onderkelderd winkel/woonhuis met een gepleisterde lijstgevel onder een plat dak met schilden. |                           |                           | Kortemeestraat 14                                    | 51° 29' 43" NB, 4° 17' 9" OL  | 0748/359 | Tweelaags onderkelderd winkel/woonhuis met een gepleisterde lijstgevel onder een plat dak met schilden. |
| Kemel, In oorsprong onderkelderd middeleeuwse pand bestaande uit twee bouwlagen onder een schijndak en behorende bij Kremerstraat 27. | XIX                       |                           | Kortemeestraat 30                                    | 51° 29' 44" NB, 4° 17' 12" OL | 0748/360 | Kemel, In oorsprong onderkelderd middeleeuwse pand bestaande uit twee bouwlagen onder een schijndak en behorende bij Kremerstraat 27. |
| De Blompot, winkel-woonhuispand bestaande uit twee bouwlagen onder een schilddak. |                           |                           | Kremerstraat 3                                       | 51° 29' 42" NB, 4° 17' 14" OL | 0748/363 | De Blompot, winkel-woonhuispand bestaande uit twee bouwlagen onder een schilddak. |
| Het Morinneke, tweelaags onderkelderd pand met een gepleisterde lijstgevel onder een schilddak. | 1904                      |                           | Kremerstraat 9                                       | 51° 29' 42" NB, 4° 17' 14" OL | 0748/364 | Het Morinneke, tweelaags onderkelderd pand met een gepleisterde lijstgevel onder een schilddak. |
| Tweelaags onderkelderd pand met een gepleisterde lijstgevel onder een plat dak met schild aan de voorzijde. |                           |                           | Kremerstraat 11 11a                                  | 51° 29' 42" NB, 4° 17' 14" OL | 0748/365 | Tweelaags onderkelderd pand met een gepleisterde lijstgevel onder een plat dak met schild aan de voorzijde. |
| Verloren Arbeid, tweelaags onderkelderd pand met een gepleisterde lijstgevel onder een zadeldak met schild aan de voorzijde. | XVIII                     |                           | Kremerstraat 13                                      | 51° 29' 43" NB, 4° 17' 13" OL | 0748/366 | Verloren Arbeid, tweelaags onderkelderd pand met een gepleisterde lijstgevel onder een zadeldak met schild aan de voorzijde. |
| De Drie Herderinnen / Het Cleijn Peerdeken, tweelaags onderkelderd pand met een gepleisterde lijstgevel en fronton onder een plat dak met schild aan de voorzijde. | 1920                      |                           | Kremerstraat 15                                      | 51° 29' 43" NB, 4° 17' 14" OL | 0748/367 | De Drie Herderinnen / Het Cleijn Peerdeken, tweelaags onderkelderd pand met een gepleisterde lijstgevel en fronton onder een plat dak met schild aan de voorzijde. |
| De Drie Herderinnen / Het Cleijn Peerdeken, tweelaags onderkelderd pand met een gepleisterde lijstgevel en fronton onder een plat dak met schild aan de voorzijde. | 1920                      |                           | Kremerstraat 17                                      | 51° 29' 43" NB, 4° 17' 13" OL | 0748/368 | De Drie Herderinnen / Het Cleijn Peerdeken, tweelaags onderkelderd pand met een gepleisterde lijstgevel en fronton onder een plat dak met schild aan de voorzijde. |
| De Bonten Mantel, twee-eneenhalflaags pand met een gepleisterde lijstgevel onder een plat dak. | 1910                      |                           | Kremerstraat 19                                      | 51° 29' 43" NB, 4° 17' 13" OL | 0748/369 | De Bonten Mantel, twee-eneenhalflaags pand met een gepleisterde lijstgevel onder een plat dak. |
| Pand bestaande uit twee bouwlagen onder een zadeldak met schild aan de voorzijde. |                           |                           | Kremerstraat 25 25a                                  | 51° 29' 44" NB, 4° 17' 13" OL | 0748/370 | Pand bestaande uit twee bouwlagen onder een zadeldak met schild aan de voorzijde. |
| Kemel, groot hoekpand bestaande uit twee bouwlagen onder een plat dak met schilden. |                           |                           | Kremerstraat 27                                      | 51° 29' 44" NB, 4° 17' 13" OL | 0748/371 | Kemel, groot hoekpand bestaande uit twee bouwlagen onder een plat dak met schilden. |
| De Grote Vijchcorff, tweelaags onderkelderd pand met een topgevel en een lijstgevel onder platte daken. | 1912                      |                           | Kremerstraat 31                                      | 51° 29' 45" NB, 4° 17' 12" OL | 0748/372 | De Grote Vijchcorff, tweelaags onderkelderd pand met een topgevel en een lijstgevel onder platte daken. |
| Sint Jacob, langgerekt pand bestaande uit twee bouwlagen onder een samengestelde kap (schild- en zadeldak). | middeleeuwen/17de eeuw    |                           | Kremerstraat 33                                      | 51° 29' 45" NB, 4° 17' 12" OL | 0748/373 | Sint Jacob, langgerekt pand bestaande uit twee bouwlagen onder een samengestelde kap (schild- en zadeldak). |
| Tweelaags onderkelderd hoekpand met een gepleisterde lijstgevel onder een plat dak met schilden. |                           |                           | Kremerstraat 4                                       | 51° 29' 42" NB, 4° 17' 14" OL | 0748/374 | Tweelaags onderkelderd hoekpand met een gepleisterde lijstgevel onder een plat dak met schilden. |
| Tweelaags onderkelderd hoekpand met een gepleisterde lijstgevel onder een schilddak. |                           |                           | Kremerstraat 6                                       | 51° 29' 43" NB, 4° 17' 14" OL | 0748/375 | Tweelaags onderkelderd hoekpand met een gepleisterde lijstgevel onder een schilddak. |
| De Cleijnen Rijn, tweelaags onderkelderd pand met een geverfde lijstgevel onder een schilddak. | XIXa                      |                           | Kremerstraat 8                                       | 51° 29' 43" NB, 4° 17' 14" OL | 0748/376 | De Cleijnen Rijn, tweelaags onderkelderd pand met een geverfde lijstgevel onder een schilddak. |
| Tweelaags onderkelderd hoekpand met een gepleisterde lijstgevel onder een afgeplat schilddak. |                           |                           | Kremerstraat 10                                      | 51° 29' 43" NB, 4° 17' 14" OL | 0748/377 | Tweelaags onderkelderd hoekpand met een gepleisterde lijstgevel onder een afgeplat schilddak. |
| Tweelaags onderkelderd hoekpand met een lijstgevel in schoon metselwerk onder een schilddak. |                           |                           | Kremerstraat 12                                      | 51° 29' 43" NB, 4° 17' 14" OL | 0748/378 | Tweelaags onderkelderd hoekpand met een lijstgevel in schoon metselwerk onder een schilddak. |
| 91336, tweelaags onderkelderd hoekpand met een gepleisterde lijstgevel onder een schilddak. |                           |                           | Kremerstraat 14                                      | 51° 29' 43" NB, 4° 17' 14" OL | 0748/379 | 91336, tweelaags onderkelderd hoekpand met een gepleisterde lijstgevel onder een schilddak. |
| Onderkelderd hoekpand bestaande uit drie bouwlagen onder een plat dak met schilden. |                           |                           | Kremerstraat 16                                      | 51° 29' 44" NB, 4° 17' 13" OL | 0748/380 | Onderkelderd hoekpand bestaande uit drie bouwlagen onder een plat dak met schilden. |
| Valkenborgh, tweelaags wit geverfde lijstgevel onder een schilddak. | XI                        |                           | Kremerstraat 18                                      | 51° 29' 44" NB, 4° 17' 13" OL | 0748/381 | Valkenborgh, tweelaags wit geverfde lijstgevel onder een schilddak. |
| Het Gulden Vlies, tweelaags onderkelderd pand met een gepleisterde lijstgevel onder een evenwijdig aan de straat lopend zadeldak. |                           |                           | Kremerstraat 26                                      | 51° 29' 45" NB, 4° 17' 12" OL | 0748/382 | Het Gulden Vlies, tweelaags onderkelderd pand met een gepleisterde lijstgevel onder een evenwijdig aan de straat lopend zadeldak. |
| Groot hoekpand van drie bouwlagen onder een samengestelde kap; in zijn huidige omvang ontstaan door samenvoeging van twee kleinere huizen, waarschijnlijk in de 18de eeuw waarna het zijn huidige aanzien kreeg.                                                                                    |                           |                           | Kremerstraat 28 a/28b                                | 51° 29' 45" NB, 4° 17' 12" OL | 0748/383 | Groot hoekpand van drie bouwlagen onder een samengestelde kap; in zijn huidige omvang ontstaan door samenvoeging van twee kleinere huizen, waarschijnlijk in de 18de eeuw waarna het zijn huidige aanzien kreeg.                                                                                    |
| Groot hoekpand van drie bouwlagen onder een samengestelde kap |                           |                           | Kremerstraat 30                                      | 51° 29' 45" NB, 4° 17' 12" OL | 0748/384 | Groot hoekpand van drie bouwlagen onder een samengestelde kap |
| 480792, tweelaags onderkelderd pand met een lijstgevel in schoon metselwerk onder een zadeldak met schilden. |                           |                           | Lievevrouwestraat 9                                  | 51° 29' 42" NB, 4° 17' 4" OL  | 0748/387 | 480792, tweelaags onderkelderd pand met een lijstgevel in schoon metselwerk onder een zadeldak met schilden. |
| Vier Heemskinderen, tweelaags onderkelderd pand met lijstgevel in schoon metselwerk onder een afgeplat schilddak. | XIXa                      |                           | Lievevrouwestraat 5                                  | 51° 29' 42" NB, 4° 17' 5" OL  | 0748/424 | Vier Heemskinderen, tweelaags onderkelderd pand met lijstgevel in schoon metselwerk onder een afgeplat schilddak. |
| Het Swart Cruys, drielaags onderkelderd pand met een lijstgevel in schoon metselwerk onder een plat dak. | 1899                      |                           | Lievevrouwestraat 15                                 | 51° 29' 42" NB, 4° 17' 3" OL  | 0748/425 | Het Swart Cruys, drielaags onderkelderd pand met een lijstgevel in schoon metselwerk onder een plat dak. |
| Gulden Schild, drielaags onderkelderd pand met een wit geverfde bakstenen lijstgevel onder een plat dak. | 1912                      |                           | Lievevrouwestraat 23                                 | 51° 29' 42" NB, 4° 17' 1" OL  | 0748/426 | Gulden Schild, drielaags onderkelderd pand met een wit geverfde bakstenen lijstgevel onder een plat dak. |
| Voorgevel van het societeitsgebouw voor officieren van het garnizoen. |                           |                           | Lievevrouwestraat 25 25a / 25b / 25c                 | 51° 29' 42" NB, 4° 17' 1" OL  | 0748/427 | Voorgevel van het societeitsgebouw voor officieren van het garnizoen. |
| Hertshoorn, tweelaags onderkelderd pand met een geverfde bakstenen lijstgevel onder een plat dak met schild aan de voorzijde. | XVI                       |                           | Lievevrouwestraat 10                                 | 51° 29' 43" NB, 4° 17' 4" OL  | 0748/428 | Hertshoorn, tweelaags onderkelderd pand met een geverfde bakstenen lijstgevel onder een plat dak met schild aan de voorzijde. |
| Drielaags onderkelderd pand met een gebosseerd gepleisterde lijstgevel onder een plat dak. |                           |                           | Lievevrouwestraat 12 12a                             | 51° 29' 43" NB, 4° 17' 3" OL  | 0748/429 | Drielaags onderkelderd pand met een gebosseerd gepleisterde lijstgevel onder een plat dak. |
| Drielaags onderkelderd pand met een gebosseerd gepleisterde leistgevel onder een plat dak. |                           |                           | Lievevrouwestraat 14 14a                             | 51° 29' 43" NB, 4° 17' 3" OL  | 0748/430 | Drielaags onderkelderd pand met een gebosseerd gepleisterde leistgevel onder een plat dak. |
| Cleyne Zevensterre, drielaags onderkelderd pand met een geschilderde lijstgevel onder een plat dak. |                           |                           | Lievevrouwestraat 36                                 | 51° 29' 43" NB, 4° 16' 60" OL | 0748/431 | Cleyne Zevensterre, drielaags onderkelderd pand met een geschilderde lijstgevel onder een plat dak. |
| Sint Merten, langgerekt pand, ontstaan door diverse verbouwingen en uitbreidingen van een oorspronkelijke middeleeuws huis. |                           |                           | Lievevrouwestraat 40                                 | 51° 29' 43" NB, 4° 16' 59" OL | 0748/432 | Sint Merten, langgerekt pand, ontstaan door diverse verbouwingen en uitbreidingen van een oorspronkelijke middeleeuws huis. |
| Het Schild van Frankrijk 9222, kerk | XVI                       |                           | Moeregrebstraat 72                                   | 51° 29' 44" NB, 4° 16' 52" OL | 0748/436 | Het Schild van Frankrijk 9222, kerk |
| Onderkelderd hoekhuis van anderhalve bouwlaag met een gepleisterde lijstgevel onder een zadeldak met schild aan de voorzijde. |                           |                           | Moeregrebstraat 15                                   | 51° 29' 44" NB, 4° 17' 0" OL  | 0748/438 | Onderkelderd hoekhuis van anderhalve bouwlaag met een gepleisterde lijstgevel onder een zadeldak met schild aan de voorzijde. |
| Klein huisje van een bouwlaag met een gepleisterde lijstgevel onder een zadeldak met schild aan de voorzijde. |                           |                           | Moeregrebstraat 17                                   | 51° 29' 45" NB, 4° 17' 0" OL  | 0748/439 | Klein huisje van een bouwlaag met een gepleisterde lijstgevel onder een zadeldak met schild aan de voorzijde. |
| Rij van vijf eenlaags woningen met gevels in schoon metselwerk onder een doorlopend mansardedak. | 1900                      |                           | Moeregrebstraat 19                                   | 51° 29' 44" NB, 4° 16' 60" OL | 0748/440 | Rij van vijf eenlaags woningen met gevels in schoon metselwerk onder een doorlopend mansardedak. |
| Rij van vijf eenlaags woningen met gevels in schoon metselwerk onder een doorlopend mansardedak. |                           |                           | Moeregrebstraat 21                                   | 51° 29' 44" NB, 4° 16' 59" OL | 0748/441 | Rij van vijf eenlaags woningen met gevels in schoon metselwerk onder een doorlopend mansardedak. |
| Rij van vijf eenlaags woningen met gevels in schoon metselwerk onder een doorlopend mansardedak. |                           |                           | Moeregrebstraat 23                                   | 51° 29' 44" NB, 4° 16' 59" OL | 0748/442 | Rij van vijf eenlaags woningen met gevels in schoon metselwerk onder een doorlopend mansardedak. |
| Rij van vijf eenlaags woningen met gevels in schoon metselwerk onder een doorlopend mansardedak. |                           |                           | Moeregrebstraat 25                                   | 51° 29' 44" NB, 4° 16' 59" OL | 0748/443 | Rij van vijf eenlaags woningen met gevels in schoon metselwerk onder een doorlopend mansardedak. |
| Rij van vijf eenlaags woningen met gevels in schoon metselwerk onder een doorlopend mansardedak. | 1900                      |                           | Moeregrebstraat 27                                   | 51° 29' 44" NB, 4° 16' 59" OL | 0748/444 | Rij van vijf eenlaags woningen met gevels in schoon metselwerk onder een doorlopend mansardedak. |
| Tweelaags onderkelderd hoekpand met een geverfde bakstenen lijstgevel onder een omlopend zadeldak met schilden. |                           |                           | Gevangenpoortstraat 4 voorheen Moeregrebstraat 43/45 | 51° 29' 43" NB, 4° 16' 55" OL | 0748/445 | Tweelaags onderkelderd hoekpand met een geverfde bakstenen lijstgevel onder een omlopend zadeldak met schilden. |
| De Belle, drielaags pand met een wit geverfde bakstenen lijstgevel onder een mansardedak met zinken losanges. | 1891                      |                           | Moeregrebstraat 2                                    | 51° 29' 45" NB, 4° 17' 4" OL  | 0748/447 | De Belle, drielaags pand met een wit geverfde bakstenen lijstgevel onder een mansardedak met zinken losanges. |
| Tweelaags onderkelderd pand met een trapgevel in schoon metselwerk onder een zadeldak. | 1925                      |                           | Moeregrebstraat 4                                    | 51° 29' 45" NB, 4° 17' 3" OL  | 0748/448 | Tweelaags onderkelderd pand met een trapgevel in schoon metselwerk onder een zadeldak. |
| Blok van tweelaags panden met een gepleisterde lijstgevel onder een gezamenlijk evenwijdig aan de straat lopend zadeldak. | XIXd                      |                           | Moeregrebstraat 10                                   | 51° 29' 45" NB, 4° 17' 2" OL  | 0748/449 | Blok van tweelaags panden met een gepleisterde lijstgevel onder een gezamenlijk evenwijdig aan de straat lopend zadeldak. |
| Blok van tweelaags panden met een gepleisterde lijstgevel onder een gezamenlijk evenwijdig aan de straat lopend zadeldak. |                           |                           | Moeregrebstraat 12                                   | 51° 29' 45" NB, 4° 17' 2" OL  | 0748/450 | Blok van tweelaags panden met een gepleisterde lijstgevel onder een gezamenlijk evenwijdig aan de straat lopend zadeldak. |
| Blok van tweelaags panden met een gepleisterde lijstgevel onder een gezamenlijk evenwijdig aan de straat lopend zadeldak. |                           |                           | Moeregrebstraat 14                                   | 51° 29' 45" NB, 4° 17' 1" OL  | 0748/451 | Blok van tweelaags panden met een gepleisterde lijstgevel onder een gezamenlijk evenwijdig aan de straat lopend zadeldak. |
| Blok van tweelaags panden met een gepleisterde lijstgevel onder een gezamenlijk evenwijdig aan de straat lopend zadeldak. | XIXd                      |                           | Moeregrebstraat 16                                   | 51° 29' 45" NB, 4° 17' 1" OL  | 0748/452 | Blok van tweelaags panden met een gepleisterde lijstgevel onder een gezamenlijk evenwijdig aan de straat lopend zadeldak. |
| De Schaapskooije / Het Zwijnshoofd, samenvoeging van twee onderkelderde panden met gepleisterde lijstgevels onder een zadeldak en een mansardedak. | XIXd                      |                           | Moeregrebstraat 18                                   | 51° 29' 45" NB, 4° 16' 60" OL | 0748/453 | De Schaapskooije / Het Zwijnshoofd, samenvoeging van twee onderkelderde panden met gepleisterde lijstgevels onder een zadeldak en een mansardedak. |
| De Hogeboom, tweelaags onderkelderd pand met een wit geverfde bakstenen lijstgevel onder een afgeplat schilddak. | XVI XIX                   |                           | Moeregrebstraat 84                                   | 51° 29' 44" NB, 4° 16' 50" OL | 0748/456 | De Hogeboom, tweelaags onderkelderd pand met een wit geverfde bakstenen lijstgevel onder een afgeplat schilddak. |
| Voormalige predikantenwoning op het terrein van het psychiatrisch ziekenhuis "Vrederust" |                           |                           | Moerstraatsebaan 41 voorheen Hoofdlaan               | 51° 30' 43" NB, 4° 18' 19" OL | 0748/457 | Voormalige predikantenwoning op het terrein van het psychiatrisch ziekenhuis "Vrederust" |
| De Stenen Kamer, fraai gelegen boerderijcomplex met een lange oprijlaan bestaande uit een hoofdgebouw van het langgeveltype onder een met riet gedekt zadeldak en een vrijstaande schuur onder een schilddak met pannen.                                                                            | XVII                      |                           | Moerstraatsebaan 121                                 | 51° 31' 46" NB, 4° 19' 27" OL | 0748/458 | De Stenen Kamer, fraai gelegen boerderijcomplex met een lange oprijlaan bestaande uit een hoofdgebouw van het langgeveltype onder een met riet gedekt zadeldak en een vrijstaande schuur onder een schilddak met pannen.                                                                            |
| Agter Balanche, tweelaags pand met een gepleisterde lijstgevel onder een plat dak met schild aan de voorzijde. | XIXd                      |                           | Molstraat 3                                          | 51° 29' 40" NB, 4° 17' 8" OL  | 0748/462 | Agter Balanche, tweelaags pand met een gepleisterde lijstgevel onder een plat dak met schild aan de voorzijde. |
| Mantelhuijs / Daernaest, tweelaags pand met een bakstenen lijstgevel onder een schilddak. | XVII                      |                           | Molstraat 5                                          | 51° 29' 40" NB, 4° 17' 8" OL  | 0748/463 | Mantelhuijs / Daernaest, tweelaags pand met een bakstenen lijstgevel onder een schilddak. |
| Mantelhuijs / Daernaest, tweelaags onderkelderd pand met een gepleisterde lijstgevel onder een schilddak. | XVII                      |                           | Molstraat 7                                          | 51° 29' 40" NB, 4° 17' 8" OL  | 0748/464 | Mantelhuijs / Daernaest, tweelaags onderkelderd pand met een gepleisterde lijstgevel onder een schilddak. |
| Bruijnbaerd, tweelaags onderkelderd pand met een gepleisterde lijstgevel onder een schilddak. | XV XX                     |                           | Molstraat 8                                          | 51° 29' 41" NB, 4° 17' 8" OL  | 0748/465 | Bruijnbaerd, tweelaags onderkelderd pand met een gepleisterde lijstgevel onder een schilddak. |
| Tweelaags onderkelderd pand met een gebosseerd gepleisterde lijstgevel onder een zadeldak met schilden. |                           |                           | Molstraat 10                                         | 51° 29' 41" NB, 4° 17' 7" OL  | 0748/466 | Tweelaags onderkelderd pand met een gebosseerd gepleisterde lijstgevel onder een zadeldak met schilden. |
| Tweelaags onderkelderd pand met een geverfde bakstenen lijstgevel onder een schilddak. |                           |                           | Molstraat 12 12a                                     | 51° 29' 41" NB, 4° 17' 7" OL  | 0748/467 | Tweelaags onderkelderd pand met een geverfde bakstenen lijstgevel onder een schilddak. |
| Sint Thomas, tweelaags onderkelderd pand met een lijstgevel in schoon metselwerk onder een schilddak (vroeger zadeldak). | XVI                       |                           | Molstraat 14                                         | 51° 29' 41" NB, 4° 17' 7" OL  | 0748/468 | Sint Thomas, tweelaags onderkelderd pand met een lijstgevel in schoon metselwerk onder een schilddak (vroeger zadeldak). |
| De Grote Mol, tweelaags onderkelderde panden met lijstgevels in schoon metselwerk onder een gezamenlijk, evenwijdig aan de straat lopend zadeldak. | XVII                      | A. Siebers en W. van Dael | Molstraat 16 18                                      | 51° 29' 40" NB, 4° 17' 7" OL  | 0748/469 | De Grote Mol, tweelaags onderkelderde panden met lijstgevels in schoon metselwerk onder een gezamenlijk, evenwijdig aan de straat lopend zadeldak. |
| Tweelaags gepleisterde lijstgevel onder een omlopend zadeldak. |                           |                           | Mosselstraat 2                                       | 51° 29' 49" NB, 4° 17' 10" OL | 0748/474 | Tweelaags gepleisterde lijstgevel onder een omlopend zadeldak. |
| Voormalige Stadsschool, tweelaags pand met een gepleisterde gevel onder een evenwijdig aan de straat lopend zadeldak. | XVIa                      |                           | Nieuwstraat 5                                        | 51° 29' 46" NB, 4° 17' 15" OL | 0748/475 | Voormalige Stadsschool, tweelaags pand met een gepleisterde gevel onder een evenwijdig aan de straat lopend zadeldak. |
| Tweelaags pand met een gepleisterde gevel onder een evenwijdig aan de straat lopend zadeldak. |                           |                           | Nieuwstraat 7 7a                                     | 51° 29' 46" NB, 4° 17' 15" OL | 0748/476 | Tweelaags pand met een gepleisterde gevel onder een evenwijdig aan de straat lopend zadeldak. |
| Blok van drie tweelaags woonhuizen met lijstgevel onder een mansardedak. | 1889                      |                           | Noordsingel 1                                        | 51° 29' 51" NB, 4° 17' 3" OL  | 0748/478 | Blok van drie tweelaags woonhuizen met lijstgevel onder een mansardedak. |
| Blok van drie tweelaags woonhuizen met lijstgevel onder een mansardedak. | 1889                      |                           | Noordsingel 3                                        | 51° 29' 51" NB, 4° 17' 4" OL  | 0748/479 | Blok van drie tweelaags woonhuizen met lijstgevel onder een mansardedak. |
| Blok van drie tweelaags woonhuizen met lijstgevel onder een mansardedak. | 1889                      |                           | Noordsingel 5                                        | 51° 29' 51" NB, 4° 17' 4" OL  | 0748/480 | Blok van drie tweelaags woonhuizen met lijstgevel onder een mansardedak. |
| Tweelaags bedrijfspand onder een zadeldak. | 1891                      |                           | Noordsingel 2                                        | 51° 29' 50" NB, 4° 17' 5" OL  | 0748/481 | Tweelaags bedrijfspand onder een zadeldak. |
| Tweelaags bedrijfspand onder een zadeldak. | 1891                      |                           | Noordsingel 4                                        | 51° 29' 51" NB, 4° 17' 5" OL  | 0748/482 | Tweelaags bedrijfspand onder een zadeldak. |
| Tweelaags onderkelderd hoekpand met een gepleisterde lijstgevel onder een schilddak. |                           |                           | Noordzijde Haven 2                                   | 51° 29' 44" NB, 4° 16' 48" OL | 0748/493 | Tweelaags onderkelderd hoekpand met een gepleisterde lijstgevel onder een schilddak. |
| De Karre, tweelaags onderkelderd pand met een lijstgevel in schoon metselwerk onder een schilddak. | 1883                      |                           | Noordzijde Haven 12                                  | 51° 29' 43" NB, 4° 16' 47" OL | 0748/495 | De Karre, tweelaags onderkelderd pand met een lijstgevel in schoon metselwerk onder een schilddak. |
| Tweelaags onderkelderd pand met een bakstenen lijstgevel onder een schilddak. |                           |                           | Noordzijde Haven 26 26a                              | 51° 29' 43" NB, 4° 16' 45" OL | 0748/496 | Tweelaags onderkelderd pand met een bakstenen lijstgevel onder een schilddak. |
| De Grote Smakke, tweelaags onderkelderd pand met een bakstenen lijstgevel onder een schilddak. | XVIII XIX                 |                           | Noordzijde Haven 38                                  | 51° 29' 43" NB, 4° 16' 43" OL | 0748/497 | Meer afbeeldingen |
| Klein Gouda, tweelaags pand met een wit geverfde bakstenen lijstgevel onder een zadeldak. | XIXd                      |                           | Noordzijde Haven 52                                  | 51° 29' 42" NB, 4° 16' 41" OL | 0748/498 | Klein Gouda, tweelaags pand met een wit geverfde bakstenen lijstgevel onder een zadeldak. |
| Ter Gouwe, tweelaags onderkelderd pand met een gegroefd gepleisterde lijstgevel onder een zadeldak. | 1900                      |                           | Noordzijde Haven 54                                  | 51° 29' 42" NB, 4° 16' 41" OL | 0748/499 | Ter Gouwe, tweelaags onderkelderd pand met een gegroefd gepleisterde lijstgevel onder een zadeldak. |
| De Hasewindthond, tweelaags pand met een gepleisterde lijstgevel onder een zadeldak. | 1889                      |                           | Noordzijde Haven 104                                 | 51° 29' 45" NB, 4° 16' 33" OL | 0748/500 | De Hasewindthond, tweelaags pand met een gepleisterde lijstgevel onder een zadeldak. |
| Het Wit Kruis, samengevoegde tweelaags panden met een gecementeerde lijstgevel onder twee afzonderlijke zadeldaken. | XIXa                      |                           | Noordzijde Haven 106                                 | 51° 29' 45" NB, 4° 16' 32" OL | 0748/501 | Het Wit Kruis, samengevoegde tweelaags panden met een gecementeerde lijstgevel onder twee afzonderlijke zadeldaken. |
| Ankerken, samengevoegde tweelaags panden met een gecementeerde lijstgevel onder twee afzonderlijke zadeldaken. | XIXa                      |                           | Noordzijde Haven 108                                 | 51° 29' 46" NB, 4° 16' 32" OL | 0748/502 | Ankerken, samengevoegde tweelaags panden met een gecementeerde lijstgevel onder twee afzonderlijke zadeldaken. |
| Sluishuisje, bakstenen sluishuisje dat in 1951 werd opgetrokken en dienstdeed voor de riolering. |                           |                           | Noordzijde Haven 0                                   | 51° 29' 42" NB, 4° 16' 38" OL | 0748/503 | Sluishuisje, bakstenen sluishuisje dat in 1951 werd opgetrokken en dienstdeed voor de riolering. |
| Geheel vrijstaande villa met een gevel in schoon metselwerk onder een rieten dak. | 1930                      |                           | Noordzijde Zoom 72                                   | 51° 30' 2" NB, 4° 17' 29" OL  | 0748/505 | Geheel vrijstaande villa met een gevel in schoon metselwerk onder een rieten dak. |
| De Climmende Sonne, geheel vrijstaande villa met gevels in schoon metselwerk onder rieten daken. | 1929 1930                 |                           | Noordzijde Zoom 75                                   | 51° 30' 0" NB, 4° 17' 34" OL  | 0748/506 | De Climmende Sonne, geheel vrijstaande villa met gevels in schoon metselwerk onder rieten daken. |
| Tweelaags pand met een bakstenen lijstgevel in schoon metselwerk onder een evenwijdig aan de straat lopend zadeldak. | XIXd                      |                           | Potterstraat 3                                       | 51° 29' 42" NB, 4° 17' 5" OL  | 0748/518 | Tweelaags pand met een bakstenen lijstgevel in schoon metselwerk onder een evenwijdig aan de straat lopend zadeldak. |
| Achter de Lantaarn, tweelaags pand met een bakstenen lijstgevel in schoon metselwerk onder een zadeldak met schild, aan de voorzijde. | XIXd                      |                           | Potterstraat 9                                       | 51° 29' 41" NB, 4° 17' 6" OL  | 0748/519 | Achter de Lantaarn, tweelaags pand met een bakstenen lijstgevel in schoon metselwerk onder een zadeldak met schild, aan de voorzijde. |
| Pijnappel, tweelaags hoekpand met een bakstenen lijstgevel in schoon metselwerk onder een schilddak. |                           |                           | Potterstraat 11                                      | 51° 29' 41" NB, 4° 17' 6" OL  | 0748/520 | Pijnappel, tweelaags hoekpand met een bakstenen lijstgevel in schoon metselwerk onder een schilddak. |
| Daeraan, tweelaags pand met een bakstenen lijstgevel in schoon metselwerk onder een plat dak met schild aan de voorzijde. | 1906                      |                           | Potterstraat 25                                      | 51° 29' 39" NB, 4° 17' 8" OL  | 0748/521 | Daeraan, tweelaags pand met een bakstenen lijstgevel in schoon metselwerk onder een plat dak met schild aan de voorzijde. |
| Sint Geertruijdt, tweelaags onderkelderd pand met een bakstenen lijstgevel onder een plat dak met schild. | 1920                      |                           | Potterstraat 35                                      | 51° 29' 37" NB, 4° 17' 9" OL  | 0748/522 | Sint Geertruijdt, tweelaags onderkelderd pand met een bakstenen lijstgevel onder een plat dak met schild. |
| Klein Ossenhoofken, tweelaags pand met een gepleisterde lijstgevel onder een evenwijdig aan de straat lopend zadeldak met schild. | XVII XIX                  |                           | Potterstraat 47                                      | 51° 29' 37" NB, 4° 17' 12" OL | 0748/523 | Klein Ossenhoofken, tweelaags pand met een gepleisterde lijstgevel onder een evenwijdig aan de straat lopend zadeldak met schild. |
| Klein Ossenhoofken, tweelaags onderkelderd pand met een gepleisterde lijstgevel onder een zadeldak met schilden. | XVII                      |                           | Potterstraat 49                                      | 51° 29' 36" NB, 4° 17' 12" OL | 0748/524 | Klein Ossenhoofken, tweelaags onderkelderd pand met een gepleisterde lijstgevel onder een zadeldak met schilden. |
| Tweelaags onderkelderd hoekpand met een lijstgevel in schoon metselwerk onder een schilddak. |                           |                           | Potterstraat 53                                      | 51° 29' 36" NB, 4° 17' 13" OL | 0748/525 | Tweelaags onderkelderd hoekpand met een lijstgevel in schoon metselwerk onder een schilddak. |
| De Kerre, tweelaags gedeeltelijk onderkelderd pand met een gepleisterde empirelijstgevel onder een zadeldak met schild aan de voorzijde. | 1443                      |                           | Potterstraat 10 10a                                  | 51° 29' 41" NB, 4° 17' 5" OL  | 0748/526 | De Kerre, tweelaags gedeeltelijk onderkelderd pand met een gepleisterde empirelijstgevel onder een zadeldak met schild aan de voorzijde. |
| De Eycke, tweelaags onderkelderd pand met een bakstenen lijstgevel in schoon metselwerk onder een zadeldak met schild aan de voorzijde. | XVIII                     |                           | Potterstraat 12                                      | 51° 29' 41" NB, 4° 17' 5" OL  | 0748/527 | De Eycke, tweelaags onderkelderd pand met een bakstenen lijstgevel in schoon metselwerk onder een zadeldak met schild aan de voorzijde. |
| Conijnsberg, sober en functioneel vormgegeven pand. | 1867                      |                           | Potterstraat 16                                      | 51° 29' 41" NB, 4° 17' 5" OL  | 0748/528 | Conijnsberg, sober en functioneel vormgegeven pand. |
| Voormalig winkel/woonhuis waarvan de beganegrond werd ingenomen door de winkel en de verdieping door de woning. |                           |                           | Potterstraat 18 18a                                  | 51° 29' 41" NB, 4° 17' 5" OL  | 0748/529 | Voormalig winkel/woonhuis waarvan de beganegrond werd ingenomen door de winkel en de verdieping door de woning. |
| Sint Huybrecht, tweelaags onderkelderd pand met een bakstenen lijstgevel onder een schilddak. | 1882                      |                           | Potterstraat 20                                      | 51° 29' 40" NB, 4° 17' 5" OL  | 0748/530 | Sint Huybrecht, tweelaags onderkelderd pand met een bakstenen lijstgevel onder een schilddak. |
| Tweelaags onderkelderd pand met een bakstenen lijstgevel in schoon metselwerk onder een schilddak. |                           |                           | Potterstraat 24                                      | 51° 29' 40" NB, 4° 17' 6" OL  | 0748/531 | Tweelaags onderkelderd pand met een bakstenen lijstgevel in schoon metselwerk onder een schilddak. |
| Tweelaags onderkelderd hoekpand met een gegroefd gepleisterde lijstgevel onder een plat dak met schilden. |                           |                           | Potterstraat 26                                      | 51° 29' 40" NB, 4° 17' 6" OL  | 0748/532 | Tweelaags onderkelderd hoekpand met een gegroefd gepleisterde lijstgevel onder een plat dak met schilden. |
| De Nieuwe Beurs / Closbane, tweelaags pand met een deels gebosseerd gepleisterde en een bakstenen lijst- en topgevel onder een plat dak met schilden. | 1905                      |                           | Potterstraat 28 30                                   | 51° 29' 39" NB, 4° 17' 6" OL  | 0748/534 | De Nieuwe Beurs / Closbane, tweelaags pand met een deels gebosseerd gepleisterde en een bakstenen lijst- en topgevel onder een plat dak met schilden. |
| Raven, tweelaags onderkelderd pand met een bakstenen lijstgevel onder een mansardedak. | 1905                      |                           | Potterstraat 32                                      | 51° 29' 39" NB, 4° 17' 6" OL  | 0748/535 | Raven, tweelaags onderkelderd pand met een bakstenen lijstgevel onder een mansardedak. |
| Tweelaags onderkelderd hoekpand met een bakstenen lijstgevel in schoon metselwerk onder een omlopend zadeldak. |                           |                           | Potterstraat 38                                      | 51° 29' 38" NB, 4° 17' 8" OL  | 0748/536 | Tweelaags onderkelderd hoekpand met een bakstenen lijstgevel in schoon metselwerk onder een omlopend zadeldak. |
| Tweelaags onderkelderd pand met een geverfde bakstenen lijstgevel onder een schilddak. |                           |                           | Potterstraat 40 40a                                  | 51° 29' 37" NB, 4° 17' 8" OL  | 0748/537 | Tweelaags onderkelderd pand met een geverfde bakstenen lijstgevel onder een schilddak. |
| De Blekerye, tweelaags onderkelderd pand met een bakstenen lijstgevel onder een plat dak schild aan de voorzijde. | 1907                      |                           | Potterstraat 42                                      | 51° 29' 37" NB, 4° 17' 9" OL  | 0748/538 | De Blekerye, tweelaags onderkelderd pand met een bakstenen lijstgevel onder een plat dak schild aan de voorzijde. |
| De Blekerye, tweelaags onderkelderd pand met een bakstenen lijstgevel onder een plat dak schild aan de voorzijde. | 1907                      |                           | Potterstraat 44                                      | 51° 29' 37" NB, 4° 17' 9" OL  | 0748/539 | De Blekerye, tweelaags onderkelderd pand met een bakstenen lijstgevel onder een plat dak schild aan de voorzijde. |
| Het Schildt van Aken, tweelaags pand met een geverfde bakstenen lijstgevel onder een schilddak. | XIX                       |                           | Potterstraat 48                                      | 51° 29' 37" NB, 4° 17' 10" OL | 0748/540 | Het Schildt van Aken, tweelaags pand met een geverfde bakstenen lijstgevel onder een schilddak. |
| Voormalige Pastorie, geheel vrijstaand tweelaags pand met een vierkante plattegrond en een gebosseerd gecementeerde lijstgevel onder een plat dak met schilden die gedekt zijn met leien. | 1865                      |                           | Rembrandtstraat 48                                   | 51° 28' 40" NB, 4° 18' 17" OL | 0748/543 | Voormalige Pastorie, geheel vrijstaand tweelaags pand met een vierkante plattegrond en een gebosseerd gecementeerde lijstgevel onder een plat dak met schilden die gedekt zijn met leien. |
| Groot pand van een bouwlaag met een gebosseerd gepleisterde topgevel onder een met pannen gedekt zadeldak met de as loodrecht op de straat. | XIXb                      |                           | Rembrandtstraat 54                                   | 51° 28' 40" NB, 4° 18' 21" OL | 0748/544 | Groot pand van een bouwlaag met een gebosseerd gepleisterde topgevel onder een met pannen gedekt zadeldak met de as loodrecht op de straat. |
| Groot pand van een bouwlaag met een gebosseerd gepleisterde topgevel onder een met pannen gedekt zadeldak met de as loodrecht op de straat. | XIXb                      |                           | Rembrandtstraat 56                                   | 51° 28' 40" NB, 4° 18' 21" OL | 0748/545 | Groot pand van een bouwlaag met een gebosseerd gepleisterde topgevel onder een met pannen gedekt zadeldak met de as loodrecht op de straat. |
| De Kogge, tweelaags onderkelderd pand met een wit geverfde lijstgevel onder een zadeldak met schild aan de voorzijde. |                           |                           | Rijkebuurtstraat 26                                  | 51° 29' 43" NB, 4° 16' 52" OL | 0748/558 | De Kogge, tweelaags onderkelderd pand met een wit geverfde lijstgevel onder een zadeldak met schild aan de voorzijde. |
| Geheel vrijstaande onderkelderde tweelaagse villa met een onregelmatige plattegrond en gevels in schoon metselwerk onder een samengesteld dak gedekt met rode geglazuurde pannen. |                           |                           | Rijtuigweg 26                                        | 51° 29' 52" NB, 4° 16' 38" OL | 0748/561 | Geheel vrijstaande onderkelderde tweelaagse villa met een onregelmatige plattegrond en gevels in schoon metselwerk onder een samengesteld dak gedekt met rode geglazuurde pannen. |
| Hoekbebouwing waarvan het voorste gedeelte bestaat uit twee bouwlagen onder een schilddak met de nok evenwijdig aan de voorgevel; daarachter een gedeelte van een bouwlaag onder een zadeldak met de nok loodrecht op de voorgevel.                                                                 |                           |                           | Sint Antoniusstraat 1                                | 51° 29' 48" NB, 4° 17' 4" OL  | 0748/562 | Hoekbebouwing waarvan het voorste gedeelte bestaat uit twee bouwlagen onder een schilddak met de nok evenwijdig aan de voorgevel; daarachter een gedeelte van een bouwlaag onder een zadeldak met de nok loodrecht op de voorgevel.                                                                 |
| Tweelaags onderkelderd pand met een gepleisterde lijstgevel onder een omlopend zadeldak. |                           |                           | Sint-Catharinaplein 17                               | 51° 29' 49" NB, 4° 17' 10" OL | 0748/577 | Tweelaags onderkelderd pand met een gepleisterde lijstgevel onder een omlopend zadeldak. |
| Tweelaags onderkelderd hoekpand met een gepleisterde lijstgevel onder een zadeldak met schil aan de voorzijde; de zijgevel is gebosseerd gecementeerd. |                           |                           | Sint-Catharinaplein 20                               | 51° 29' 49" NB, 4° 17' 11" OL | 0748/578 | Tweelaags onderkelderd hoekpand met een gepleisterde lijstgevel onder een zadeldak met schil aan de voorzijde; de zijgevel is gebosseerd gecementeerd. |
| Tweelaags onderkelderd pand met een gegroefd gepleisterde lijstgevel onder een plat dak met schild aan de voorzijde. |                           |                           | Sint-Catharinaplein 21                               | 51° 29' 49" NB, 4° 17' 11" OL | 0748/579 | Tweelaags onderkelderd pand met een gegroefd gepleisterde lijstgevel onder een plat dak met schild aan de voorzijde. |
| Tweelaags onderkelderd pand met een gepleisterde lijstgevel onder een evenwijdig aan de straat lopend zadeldak. |                           |                           | Sint-Catharinaplein 22                               | 51° 29' 48" NB, 4° 17' 11" OL | 0748/580 | Tweelaags onderkelderd pand met een gepleisterde lijstgevel onder een evenwijdig aan de straat lopend zadeldak. |
| Smal en hoog winkel/woonhuis bestaande uit drie bouwlagen onder een plat dak. |                           |                           | Sint-Catharinaplein 41                               | 51° 29' 45" NB, 4° 17' 13" OL | 0748/581 | Smal en hoog winkel/woonhuis bestaande uit drie bouwlagen onder een plat dak. |
| Tweelaags hoekpand met een gepleisterde lijstgevel onder een omlopend schilddak. |                           |                           | Sint-Josephstraat 2                                  | 51° 29' 43" NB, 4° 17' 32" OL | 0748/582 | Tweelaags hoekpand met een gepleisterde lijstgevel onder een omlopend schilddak. |
| 517081, |                           |                           | Stationsstraat 14 zie Wassenaarstraat 1              | 51° 29' 43" NB, 4° 17' 37" OL | 0748/597 | 517081, |
| Tweelaags pand met een gepleisterde lijstgevel onder een schilddak. | ca. 1880                  |                           | Stationsstraat 27                                    | 51° 29' 43" NB, 4° 17' 42" OL | 0748/614 | Tweelaags pand met een gepleisterde lijstgevel onder een schilddak. |
| Tweelaags hoekpand met een gepleisterde lijstgevel onder een omlopend zadeldak. | ca. 1875                  |                           | Stationsstraat 2                                     | 51° 29' 42" NB, 4° 17' 33" OL | 0748/615 | Tweelaags hoekpand met een gepleisterde lijstgevel onder een omlopend zadeldak. |
| Tweelaags woningblok met gepleisterde lijstgevel onder een zadeldak. | 1881                      |                           | Stationsstraat 4                                     | 51° 29' 43" NB, 4° 17' 33" OL | 0748/616 | Tweelaags woningblok met gepleisterde lijstgevel onder een zadeldak. |
| 91.17, tweelaags woningblok met gepleisterde lijstgevel onder een zadeldak. | 1881                      |                           | Stationsstraat 6                                     | 51° 29' 43" NB, 4° 17' 34" OL | 0748/617 | 91.17, tweelaags woningblok met gepleisterde lijstgevel onder een zadeldak. |
| 91.18, tweelaags woningblok met gepleisterde lijstgevel onder een zadeldak. | 1881                      |                           | Stationsstraat 8                                     | 51° 29' 43" NB, 4° 17' 34" OL | 0748/618 | 91.18, tweelaags woningblok met gepleisterde lijstgevel onder een zadeldak. |
| Tweelaags woningblok met gepleisterde lijstgevel onder een zadeldak. | 1881                      |                           | Stationsstraat 10                                    | 51° 29' 43" NB, 4° 17' 35" OL | 0748/619 | Tweelaags woningblok met gepleisterde lijstgevel onder een zadeldak. |
| In oorsprong onderkelderd middeleeuws pand, bestaande uit drie bouwlagen onder een plat dak met korte schilden aan zijklanten en achterzijde. |                           |                           | Steenbergsestraat 3                                  | 51° 29' 43" NB, 4° 17' 5" OL  | 0748/626 | In oorsprong onderkelderd middeleeuws pand, bestaande uit drie bouwlagen onder een plat dak met korte schilden aan zijklanten en achterzijde. |
| Het Gulden Vlies, pand bestaande uit twee bouwlagen onder een plat dak met schilden. |                           |                           | Steenbergsestraat 5                                  | 51° 29' 44" NB, 4° 17' 5" OL  | 0748/627 | Het Gulden Vlies, pand bestaande uit twee bouwlagen onder een plat dak met schilden. |
| Het Swarten Anker, langgerekt hoekpand, bestaande uit een voorhuis van twee bouwlagen onder een schilddak en een achterhuis van twee bouwlagen en een zolderverdieping onder een zadeldak. | 1892                      |                           | Steenbergsestraat 7                                  | 51° 29' 44" NB, 4° 17' 5" OL  | 0748/628 | Het Swarten Anker, langgerekt hoekpand, bestaande uit een voorhuis van twee bouwlagen onder een schilddak en een achterhuis van twee bouwlagen en een zolderverdieping onder een zadeldak. |
| Zierikzee, onderkelderd woonhuis bestaande uit twee bouwlagen onder een zadeldak waarvan de nok evenwijdig loopt aan de voorgevel. | XVI                       |                           | Steenbergsestraat 11                                 | 51° 29' 45" NB, 4° 17' 4" OL  | 0748/629 | Zierikzee, onderkelderd woonhuis bestaande uit twee bouwlagen onder een zadeldak waarvan de nok evenwijdig loopt aan de voorgevel. |
| Blauwen Voorschoot, tweelaags onderkelderd pand met een gepleisterde lijstgevel onder een plat dak met schild aan de voorzijde. | XIX                       |                           | Steenbergsestraat 15                                 | 51° 29' 46" NB, 4° 17' 4" OL  | 0748/630 | Blauwen Voorschoot, tweelaags onderkelderd pand met een gepleisterde lijstgevel onder een plat dak met schild aan de voorzijde. |
| Gulden Oranjeboom, tweelaags onderkelderd pand met een gepleisterde lijstgevel onder een zadeldak met schild aan de voorzijde. | XVII                      |                           | Steenbergsestraat 21                                 | 51° 29' 47" NB, 4° 17' 3" OL  | 0748/631 | Gulden Oranjeboom, tweelaags onderkelderd pand met een gepleisterde lijstgevel onder een zadeldak met schild aan de voorzijde. |
| Onderkelderd woonhuis, bestaande uit drie bouwlagen onder een zadeldak; aan de achterzijde een aanbouw onder zadeldak. |                           |                           | Steenbergsestraat 23 23a                             | 51° 29' 47" NB, 4° 17' 3" OL  | 0748/632 | Onderkelderd woonhuis, bestaande uit drie bouwlagen onder een zadeldak; aan de achterzijde een aanbouw onder zadeldak. |
| Sint-Sebastiaan, tweelaags gepleisterde lijstgevel onder een plat dak met schild. | XIX                       |                           | Steenbergsestraat 25                                 | 51° 29' 47" NB, 4° 17' 3" OL  | 0748/633 | Sint-Sebastiaan, tweelaags gepleisterde lijstgevel onder een plat dak met schild. |
| De Drie Bonetten of De Prins van Auvergne, groot pand op vierkante plattegrond, bestaande uit drie bouwlagen onder een plat dak met schilden; de gevels, opgetrokken uit baksteen boven een hardstenen plint, zijn gepleisterd.                                                                     | tweede helft 19de eeuw    |                           | Steenbergsestraat 29                                 | 51° 29' 48" NB, 4° 17' 3" OL  | 0748/634 | De Drie Bonetten of De Prins van Auvergne, groot pand op vierkante plattegrond, bestaande uit drie bouwlagen onder een plat dak met schilden; de gevels, opgetrokken uit baksteen boven een hardstenen plint, zijn gepleisterd.                                                                     |
| De Corenberg, woonhuis bestaande uit twee bouwlagen onder een zadeldak, met de nok evenwijdig aan de voorgevel. | 1892                      |                           | Steenbergsestraat 31                                 | 51° 29' 48" NB, 4° 17' 3" OL  | 0748/635 | De Corenberg, woonhuis bestaande uit twee bouwlagen onder een zadeldak, met de nok evenwijdig aan de voorgevel. |
| Kleine Ram, tweelaags onderkelderd pand met een wit geverfde bakstenen lijstgevel onder een zadeldak. | XIX                       |                           | Steenbergsestraat 33                                 | 51° 29' 48" NB, 4° 17' 3" OL  | 0748/636 | Kleine Ram, tweelaags onderkelderd pand met een wit geverfde bakstenen lijstgevel onder een zadeldak. |
| Swarten Ram, onderkelderd winkel/woonhuis bestaande uit twee bouwlagen onder een zadeldak met schild aan de voorzijde. | ca. 1875                  |                           | Steenbergsestraat 35                                 | 51° 29' 49" NB, 4° 17' 3" OL  | 0748/637 | Swarten Ram, onderkelderd winkel/woonhuis bestaande uit twee bouwlagen onder een zadeldak met schild aan de voorzijde. |
| Sint Anthonisvercken, winkel/woonhuis bestaande uit twee bouwlagen onder een zadeldak met de nok evenwijdig aan de voorgevel. |                           |                           | Steenbergsestraat 37                                 | 51° 29' 49" NB, 4° 17' 3" OL  | 0748/638 | Sint Anthonisvercken, winkel/woonhuis bestaande uit twee bouwlagen onder een zadeldak met de nok evenwijdig aan de voorgevel. |
| Sint Anthonisvercken, winkel-woonhuis bestaande uit twee bouwlagen onder een zadeldak met nok evenwijdig aan de voorgevel. |                           |                           | Steenbergsestraat 39                                 | 51° 29' 49" NB, 4° 17' 3" OL  | 0748/639 | Sint Anthonisvercken, winkel-woonhuis bestaande uit twee bouwlagen onder een zadeldak met nok evenwijdig aan de voorgevel. |
| De Witte Rose, woonhuis bestaande uit twee bouwlagen onder een zadeldak met de nok evenwijdig aan de voorgevel; aan de achterzijde een langgerekte aanbouw onder zadeldak met schild. | 19e-eeuw                  |                           | Steenbergsestraat 43                                 | 51° 29' 49" NB, 4° 17' 3" OL  | 0748/640 | De Witte Rose, woonhuis bestaande uit twee bouwlagen onder een zadeldak met de nok evenwijdig aan de voorgevel; aan de achterzijde een langgerekte aanbouw onder zadeldak met schild. |
| De Kleine Witte Rose, langgerekt woonhuis van twee bouwlagen onder een zadeldak met schild aan de voorzijde. | 1888                      |                           | Steenbergsestraat 45                                 | 51° 29' 49" NB, 4° 17' 2" OL  | 0748/641 | De Kleine Witte Rose, langgerekt woonhuis van twee bouwlagen onder een zadeldak met schild aan de voorzijde. |
| Op den Hoek, woonhuis van twee bouwlagen onder een zadeldak met de nok evenwijdig aan de voorgevel; waarschijnlijk in de tweede helft van de 19de eeuw ontstaan door verbouwing van een ouder pand.                                                                                                 |                           |                           | Steenbergsestraat 47                                 | 51° 29' 49" NB, 4° 17' 2" OL  | 0748/642 | Op den Hoek, woonhuis van twee bouwlagen onder een zadeldak met de nok evenwijdig aan de voorgevel; waarschijnlijk in de tweede helft van de 19de eeuw ontstaan door verbouwing van een ouder pand.                                                                                                 |
| Groot hoekpand bestaande uit een verhoogd souterrain, bel-etage en verdieping onder een samengestelde kap (zadel- en mansardedak); dakschilden gedekt met leien in maasdekking. | 1902                      |                           | Steenbergsestraat 49                                 | 51° 29' 50" NB, 4° 17' 2" OL  | 0748/643 | Groot hoekpand bestaande uit een verhoogd souterrain, bel-etage en verdieping onder een samengestelde kap (zadel- en mansardedak); dakschilden gedekt met leien in maasdekking. |
| Groot hoekpand bestaande uit vierbouwlagen onder een plat dak met gewelfd schild aan west- en zuidzijde afgeronde hoek met hoofdingang. |                           |                           | Steenbergsestraat 2 4/4a                             | 51° 29' 43" NB, 4° 17' 6" OL  | 0748/644 | Groot hoekpand bestaande uit vierbouwlagen onder een plat dak met gewelfd schild aan west- en zuidzijde afgeronde hoek met hoofdingang. |
| Tweelaags pand met gepleisterde lijstgevel onder een schilddak. |                           |                           | Steenbergsestraat 10                                 | 51° 29' 46" NB, 4° 17' 5" OL  | 0748/646 | Tweelaags pand met gepleisterde lijstgevel onder een schilddak. |
| Lijnbane, winkel/woonhuis bestaande uit twee bouwlagen onder een zadeldak met wolfeind aan de voorzijde. |                           |                           | Steenbergsestraat 12                                 | 51° 29' 46" NB, 4° 17' 4" OL  | 0748/647 | Lijnbane, winkel/woonhuis bestaande uit twee bouwlagen onder een zadeldak met wolfeind aan de voorzijde. |
| Tweelaags onderkelderd pand met een geverfde bakstenen lijstgevel onder een schilddak. |                           |                           | Steenbergsestraat 16 16a                             | 51° 29' 46" NB, 4° 17' 4" OL  | 0748/648 | Tweelaags onderkelderd pand met een geverfde bakstenen lijstgevel onder een schilddak. |
| Peerdeken, tweelaags onderkelderd pand met een gepleisterde lijstgevel onder een schilddak. | XVII                      |                           | Steenbergsestraat 24                                 | 51° 29' 47" NB, 4° 17' 4" OL  | 0748/649 | Peerdeken, tweelaags onderkelderd pand met een gepleisterde lijstgevel onder een schilddak. |
| Swaentje, tweelaags pand met een gepleisterde lijstgevel onder een schilddak. |                           |                           | Steenbergsestraat 26                                 | 51° 29' 47" NB, 4° 17' 4" OL  | 0748/650 | Swaentje, tweelaags pand met een gepleisterde lijstgevel onder een schilddak. |
| Drinckaluyt, hoekbebouwing waarvan het voorste gedeelte bestaat uit twee bouwlagen onder een schilddak met de nok evenwijdig aan de voorgevel; daarachter een gedeelte van een bouwlaag onder een zadeldak met de nok loodrecht op de voorgevel.                                                    |                           |                           | Steenbergsestraat 34 hoek Sint-Antoniusstraat 1      | 51° 29' 48" NB, 4° 17' 3" OL  | 0748/651 | Drinckaluyt, hoekbebouwing waarvan het voorste gedeelte bestaat uit twee bouwlagen onder een schilddak met de nok evenwijdig aan de voorgevel; daarachter een gedeelte van een bouwlaag onder een zadeldak met de nok loodrecht op de voorgevel.                                                    |
| Grote Molensteen, tweelaags lijstgevel in schoon metselwerk onder een zadeldak. | XIXd                      |                           | Steenbergsestraat 36                                 | 51° 29' 48" NB, 4° 17' 3" OL  | 0748/652 | Grote Molensteen, tweelaags lijstgevel in schoon metselwerk onder een zadeldak. |
| Gulden Ancker, tweelaags bakstenen lijstgevel in schoon metselwerk onder een zadeldak. | XIXd                      |                           | Steenbergsestraat 38                                 | 51° 29' 49" NB, 4° 17' 3" OL  | 0748/653 | Gulden Ancker, tweelaags bakstenen lijstgevel in schoon metselwerk onder een zadeldak. |
| Swarten Ruyter, tweelaags pand met gepleisterde lijstgevel onder een zadeldak. |                           |                           | Steenbergsestraat 40                                 | 51° 29' 49" NB, 4° 17' 3" OL  | 0748/654 | Swarten Ruyter, tweelaags pand met gepleisterde lijstgevel onder een zadeldak. |
| Kleine Slijpsteen, tweelaags gepleisterde lijstgevel onder een zadeldak. | XIX                       |                           | Steenbergsestraat 42                                 | 51° 29' 49" NB, 4° 17' 3" OL  | 0748/655 | Kleine Slijpsteen, tweelaags gepleisterde lijstgevel onder een zadeldak. |
| Sint-Jacob, tweelaags bakstenen lijstgevel onder een zadeldak. | XIX                       |                           | Steenbergsestraat 44                                 | 51° 29' 49" NB, 4° 17' 3" OL  | 0748/656 | Sint-Jacob, tweelaags bakstenen lijstgevel onder een zadeldak. |
| Grote Slijpsteen, tweelaags onderkelderd pand met geverfd lijst- en trapgeveltje onder een zadeldak. | 1905                      |                           | Steenbergsestraat 46                                 | 51° 29' 49" NB, 4° 17' 3" OL  | 0748/657 | Grote Slijpsteen, tweelaags onderkelderd pand met geverfd lijst- en trapgeveltje onder een zadeldak. |
| Hoekpand bestaande uit twee bouwlagen onder een plat dak met schilden; steekkapje aan de noordzijde met chaletachtige overstek. |                           |                           | Wassenaarstraat 2                                    | 51° 29' 42" NB, 4° 17' 35" OL | 0748/659 | Hoekpand bestaande uit twee bouwlagen onder een plat dak met schilden; steekkapje aan de noordzijde met chaletachtige overstek. |
| Tweelaags pand met een lijstgevel in schoon metselwerk onder een met pannen gedekt schilddak. |                           |                           | Wassenaarstraat 40 40a                               | 51° 29' 39" NB, 4° 17' 33" OL | 0748/660 | Tweelaags pand met een lijstgevel in schoon metselwerk onder een met pannen gedekt schilddak. |
| Blok van vier woonhuizen, gedeeltelijk onderkelderd en bestaande uit twee bouwlagen onder een doorlopend zadeldak met de nok evenwijdig aan de voorgevels. | 1890                      |                           | Westersingel 1                                       | 51° 29' 50" NB, 4° 17' 2" OL  | 0748/664 | Blok van vier woonhuizen, gedeeltelijk onderkelderd en bestaande uit twee bouwlagen onder een doorlopend zadeldak met de nok evenwijdig aan de voorgevels. |
| Blok van vier woonhuizen, gedeeltelijk onderkelderd en bestaande uit twee bouwlagen onder een doorlopend zadeldak met de nok evenwijdig aan de voorgevels. |                           |                           | Westersingel 3                                       | 51° 29' 50" NB, 4° 17' 1" OL  | 0748/665 | Blok van vier woonhuizen, gedeeltelijk onderkelderd en bestaande uit twee bouwlagen onder een doorlopend zadeldak met de nok evenwijdig aan de voorgevels. |
| Blok van vier woonhuizen, gedeeltelijk onderkelderd en bestaande uit twee bouwlagen onder een doorlopend zadeldak met de nok evenwijdig aan de voorgevels. |                           |                           | Westersingel 5                                       | 51° 29' 50" NB, 4° 17' 1" OL  | 0748/666 | Blok van vier woonhuizen, gedeeltelijk onderkelderd en bestaande uit twee bouwlagen onder een doorlopend zadeldak met de nok evenwijdig aan de voorgevels. |
| Blok van vier woonhuizen, gedeeltelijk onderkelderd en bestaande uit twee bouwlagen onder een doorlopend zadeldak met de nok evenwijdig aan de voorgevels. |                           |                           | Westersingel 7                                       | 51° 29' 49" NB, 4° 17' 1" OL  | 0748/667 | Blok van vier woonhuizen, gedeeltelijk onderkelderd en bestaande uit twee bouwlagen onder een doorlopend zadeldak met de nok evenwijdig aan de voorgevels. |
| Gedeeltelijk onderkelderd huis bestaande uit twee bouwlagen onder een zadeldak; aansluitend gebouwd tegen het blok Westersingel 1-3-5-7 waarvan het in hoofdvorm nauwelijks verschilt. |                           |                           | Westersingel 9 9a                                    | 51° 29' 49" NB, 4° 17' 1" OL  | 0748/668 | Gedeeltelijk onderkelderd huis bestaande uit twee bouwlagen onder een zadeldak; aansluitend gebouwd tegen het blok Westersingel 1-3-5-7 waarvan het in hoofdvorm nauwelijks verschilt. |
| Grote villa, bestaande uit twee bouwlagen boven een iets verhoogd souterrain; mansardekap met leien in maasdekking en aan de voorzijde twee sierlijk omlijste oculi. | 1890                      |                           | Westersingel 13                                      | 51° 29' 48" NB, 4° 16' 59" OL | 0748/669 | Grote villa, bestaande uit twee bouwlagen boven een iets verhoogd souterrain; mansardekap met leien in maasdekking en aan de voorzijde twee sierlijk omlijste oculi. |
| Tweelaags onderkelderd pand met een bakstenen lijstgevel in schoonmetselwerk onder eens schilddak. |                           |                           | Wijngaardstraat 5 a                                  | 51° 29' 50" NB, 4° 17' 10" OL | 0748/671 | Tweelaags onderkelderd pand met een bakstenen lijstgevel in schoonmetselwerk onder eens schilddak. |
| Hoge Huis, tweelaags pand met een afgeknotte klokgevel in schoon metselwerk onder een zadeldak met schild aan de voorzijde. | XVIII                     |                           | Wijngaardstraat 15                                   | 51° 29' 50" NB, 4° 17' 10" OL | 0748/672 | Hoge Huis, tweelaags pand met een afgeknotte klokgevel in schoon metselwerk onder een zadeldak met schild aan de voorzijde. |
| Gulden Kruijs, pand met een tweelaags gepleisterde lijstgevel onder een afgeplat en met leien gedekt schilddak. | XIXd                      |                           | Wouwsestraat 3                                       | 51° 29' 43" NB, 4° 17' 28" OL | 0748/674 | Gulden Kruijs, pand met een tweelaags gepleisterde lijstgevel onder een afgeplat en met leien gedekt schilddak. |
| Gulden Kruijs, pand met een tweelaags gepleisterde lijstgevel onder een afgeplat en met leien gedekt schilddak. | XIXd                      |                           | Wouwsestraat 5                                       | 51° 29' 43" NB, 4° 17' 28" OL | 0748/675 | Gulden Kruijs, pand met een tweelaags gepleisterde lijstgevel onder een afgeplat en met leien gedekt schilddak. |
| Tweelaags pand met een gepleisterde lijstgevel onder een schilddak. |                           |                           | Wouwsestraat 11 11a                                  | 51° 29' 43" NB, 4° 17' 28" OL | 0748/676 | Tweelaags pand met een gepleisterde lijstgevel onder een schilddak. |
| Wild Wijff, tweelaags onderkelderd pand met een geverfde bakstenen lijstgevel onder een evenwijdig aan de straat lopend zadeldak. | 1902                      |                           | Wouwsestraat 27                                      | 51° 29' 43" NB, 4° 17' 32" OL | 0748/677 | Wild Wijff, tweelaags onderkelderd pand met een geverfde bakstenen lijstgevel onder een evenwijdig aan de straat lopend zadeldak. |
| Hertshoorn, tweelaags onderkelderd pand met een gepleisterde lijstgevel onder een zadeldak met schild aan de voorzijde. | XIX                       |                           | Wouwsestraat 8                                       | 51° 29' 42" NB, 4° 17' 25" OL | 0748/678 | Hertshoorn, tweelaags onderkelderd pand met een gepleisterde lijstgevel onder een zadeldak met schild aan de voorzijde. |
| Gulden Kop, tweelaags onderkelderd pand met een gepleisterde lijstgevel onder een schilddak. | XIX                       |                           | Wouwsestraat 10                                      | 51° 29' 42" NB, 4° 17' 25" OL | 0748/679 | Gulden Kop, tweelaags onderkelderd pand met een gepleisterde lijstgevel onder een schilddak. |
| Tweelaags pand met een wit geverfde bakstenen lijstgevel onder zadeldak met schild aan de voorzijde. |                           |                           | Wouwsestraat 12 12a                                  | 51° 29' 42" NB, 4° 17' 25" OL | 0748/680 | Tweelaags pand met een wit geverfde bakstenen lijstgevel onder zadeldak met schild aan de voorzijde. |
| Witte Lantaarn, tweelaags onderkelderd pand met een gepleisterde lijstgevel onder een zadeldak met schild aan de voorzijde. | XIXc                      |                           | Wouwsestraat 14                                      | 51° 29' 42" NB, 4° 17' 25" OL | 0748/681 | Witte Lantaarn, tweelaags onderkelderd pand met een gepleisterde lijstgevel onder een zadeldak met schild aan de voorzijde. |
| Swaerdt, tweelaags pand met een bakstenen lijstgevel in schoon metselwerk onder een plat dak met schild aan de voorzijde. | 1880                      |                           | Wouwsestraat 20                                      | 51° 29' 42" NB, 4° 17' 27" OL | 0748/682 | Swaerdt, tweelaags pand met een bakstenen lijstgevel in schoon metselwerk onder een plat dak met schild aan de voorzijde. |
| Sint Andries, tweelaags onderkelderd pand met een gebosseerd gepleisterde lijstgevel onder een zadeldak met schild aan de voorzijde. | XIX                       |                           | Wouwsestraat 22                                      | 51° 29' 42" NB, 4° 17' 27" OL | 0748/683 | Sint Andries, tweelaags onderkelderd pand met een gebosseerd gepleisterde lijstgevel onder een zadeldak met schild aan de voorzijde. |
| Oude Schuts, tweelaags pand met een bakstenen lijstgevel onder een evenwijdig aan de straat lopend zadeldak. | ca. 1870                  |                           | Wouwsestraat 24                                      | 51° 29' 42" NB, 4° 17' 27" OL | 0748/684 | Oude Schuts, tweelaags pand met een bakstenen lijstgevel onder een evenwijdig aan de straat lopend zadeldak. |
| Drie tweelaags panden met gepleisterde (40 en 44) en bakstenen (42) lijstgevels onder een gemeenschappelijk schilddak. |                           |                           | Wouwsestraat 40                                      | 51° 29' 43" NB, 4° 17' 30" OL | 0748/685 | Drie tweelaags panden met gepleisterde (40 en 44) en bakstenen (42) lijstgevels onder een gemeenschappelijk schilddak. |
| Drie tweelaags panden met gepleisterde (40 en 44) en bakstenen (42) lijstgevels onder een gemeenschappelijk schilddak. |                           |                           | Wouwsestraat 42                                      | 51° 29' 43" NB, 4° 17' 31" OL | 0748/686 | Drie tweelaags panden met gepleisterde (40 en 44) en bakstenen (42) lijstgevels onder een gemeenschappelijk schilddak. |
| Drie tweelaags panden met gepleisterde (40 en 44) en bakstenen (42) lijstgevels onder een gemeenschappelijk schilddak. |                           |                           | Wouwsestraat 44                                      | 51° 29' 43" NB, 4° 17' 31" OL | 0748/687 | Drie tweelaags panden met gepleisterde (40 en 44) en bakstenen (42) lijstgevels onder een gemeenschappelijk schilddak. |
| Wapen van 's-Hertogenbosch, tweelaags pand met een gepleisterde lijstgevel onder een, met Sint Josephstraat 2 gemeenschappelijk, omlopend zadeldak. |                           |                           | Wouwsestraat 48                                      | 51° 29' 43" NB, 4° 17' 31" OL | 0748/688 | Wapen van 's-Hertogenbosch, tweelaags pand met een gepleisterde lijstgevel onder een, met Sint Josephstraat 2 gemeenschappelijk, omlopend zadeldak. |
| Klein eenlaags pand met een gepleisterde lijstgevel onder een zadeldak met schild aan de voorzijde. | XVIIIb XIXa               |                           | Zuidmolenstraat 7                                    | 51° 29' 39" NB, 4° 17' 4" OL  | 0748/691 | Klein eenlaags pand met een gepleisterde lijstgevel onder een zadeldak met schild aan de voorzijde. |
| Pand van een bouwlaag met een gepleisterde lijstgevel onder een evenwijdig aan de straat lopend zadeldak. | XVII                      |                           | Zuidmolenstraat 25                                   | 51° 29' 39" NB, 4° 17' 2" OL  | 0748/692 | Pand van een bouwlaag met een gepleisterde lijstgevel onder een evenwijdig aan de straat lopend zadeldak. |
| Tweelaags pand met een wit bepleisterde lijstgevel onder een zadeldak. |                           |                           | Zuidmolenstraat 39                                   | 51° 29' 39" NB, 4° 16' 60" OL | 0748/693 | Tweelaags pand met een wit bepleisterde lijstgevel onder een zadeldak. |
| |                           |                           | Zuidmolenstraat 30                                   | 51° 29' 39" NB, 4° 17' 2" OL  | 0748/695 | |
| Metalen Pot 517153, woonhuis in eclectische stijl | 1888                      |                           | Zuidzijde Haven 5                                    | 51° 29' 42" NB, 4° 16' 50" OL | 0748/697 | Metalen Pot 517153, woonhuis in eclectische stijl |
| De Cleyne Engel, tweelaags onderkelderd pand met een bakstenen lijstgevel in schoon metselwerk onder een schilddak. | 1907                      |                           | Zuidzijde Haven 1                                    | 51° 29' 42" NB, 4° 16' 50" OL | 0748/706 | De Cleyne Engel, tweelaags onderkelderd pand met een bakstenen lijstgevel in schoon metselwerk onder een schilddak. |
| Tweelaags hoekpand met een bakstenen lijstgevel onder een afgeplat schilddak. |                           |                           | Zuidzijde Haven 15                                   | 51° 29' 42" NB, 4° 16' 48" OL | 0748/707 | Tweelaags hoekpand met een bakstenen lijstgevel onder een afgeplat schilddak. |
| Tweelaags hoekpand met een gebosseerd gepleisterde lijstgevel onder een afgeplat schilddak. |                           |                           | Zuidzijde Haven 17 17a                               | 51° 29' 42" NB, 4° 16' 48" OL | 0748/708 | Tweelaags hoekpand met een gebosseerd gepleisterde lijstgevel onder een afgeplat schilddak. |
| Croone, tweelaags onderkelderd pand met een gegroefd gepleisterde afgeknotte trapgevel onder een afgeplat zadeldak. | 1605                      |                           | Zuidzijde Haven 21                                   | 51° 29' 42" NB, 4° 16' 47" OL | 0748/709 | Croone, tweelaags onderkelderd pand met een gegroefd gepleisterde afgeknotte trapgevel onder een afgeplat zadeldak. |
| De Hollandsche Thuijn, tweelaags pand met een bakstenen lijstgevel in schoon metselwerk onder twee schilddaken. | 1600                      |                           | Zuidzijde Haven 27                                   | 51° 29' 42" NB, 4° 16' 46" OL | 0748/710 | Meer afbeeldingen |
| De Swaen, tweelaags pand met een bakstenen lijstgevel in schoon metselwerk onder een schilddak. | 1600                      |                           | Zuidzijde Haven 29                                   | 51° 29' 42" NB, 4° 16' 46" OL | 0748/711 | De Swaen, tweelaags pand met een bakstenen lijstgevel in schoon metselwerk onder een schilddak. |
| S Lands Welvaren (De Zwarte Arend), tweelaags onderkelderd pand met een witgeverfde bakstenen lijstgevel onder een schilddak. | 1891                      |                           | Zuidzijde Haven 33                                   | 51° 29' 41" NB, 4° 16' 45" OL | 0748/712 | S Lands Welvaren (De Zwarte Arend), tweelaags onderkelderd pand met een witgeverfde bakstenen lijstgevel onder een schilddak. |
| De Zoutkeet, tweelaags onderkelderd pand met een gepleisterde lijstgevel onder een dwars op de straat staand zadeldak. | XIXa                      |                           | Zuidzijde Haven 55                                   | 51° 29' 40" NB, 4° 16' 39" OL | 0748/713 | De Zoutkeet, tweelaags onderkelderd pand met een gepleisterde lijstgevel onder een dwars op de straat staand zadeldak. |
| De Bruyne Hondt, tweelaags onderkelderd hoekpand met een gepleisterde lijstgevel onder een plat dak met schild aan de voorzijde. | XIXa                      |                           | Zuidzijde Haven 57                                   | 51° 29' 40" NB, 4° 16' 38" OL | 0748/714 | De Bruyne Hondt, tweelaags onderkelderd hoekpand met een gepleisterde lijstgevel onder een plat dak met schild aan de voorzijde. |
| Tweelaags onderkelderd pand met een gegroefd gepleisterde lijstgevel onder een plat dak met schild. |                           |                           | Zuidzijde Haven 73 73a                               | 51° 29' 42" NB, 4° 16' 34" OL | 0748/715 | Tweelaags onderkelderd pand met een gegroefd gepleisterde lijstgevel onder een plat dak met schild. |
| Tweelaags onderkelderd pand met een gegroefd gepleisterde lijstgevel onder een plat dak met schild. |                           |                           | Zuidzijde Haven 75 75a                               | 51° 29' 42" NB, 4° 16' 34" OL | 0748/716 | Tweelaags onderkelderd pand met een gegroefd gepleisterde lijstgevel onder een plat dak met schild. |
| Het Wit Lelieken, tweelaags pand met een gepleisterde lijstgevel onder een schilddak. | XIX                       |                           | Zuidzijde Haven 77                                   | 51° 29' 42" NB, 4° 16' 34" OL | 0748/717 | Het Wit Lelieken, tweelaags pand met een gepleisterde lijstgevel onder een schilddak. |
| De Keizerskroon, tweelaags onderkelderde panden met een gepleisterde lijstgevel onder schilddaken. | 1630                      |                           | Zuidzijde Haven 83                                   | 51° 29' 42" NB, 4° 16' 33" OL | 0748/718 | De Keizerskroon, tweelaags onderkelderde panden met een gepleisterde lijstgevel onder schilddaken. |
| De Keizerskroon, tweelaags onderkelderde panden met een gepleisterde lijstgevel onder schilddaken. | 1655                      |                           | Zuidzijde Haven 85                                   | 51° 29' 42" NB, 4° 16' 33" OL | 0748/719 | De Keizerskroon, tweelaags onderkelderde panden met een gepleisterde lijstgevel onder schilddaken. |
| Tweelaags hoekpand met een gepleisterde lijstgevel onder een schilddak. |                           |                           | Zuidzijde Haven 129                                  | 51° 29' 44" NB, 4° 16' 30" OL | 0748/720 | Tweelaags hoekpand met een gepleisterde lijstgevel onder een schilddak. |
| Tweelaags hoekpand met een gepleisterde lijstgevel onder een schilddak. |                           |                           | Zuidzijde Haven 131                                  | 51° 29' 44" NB, 4° 16' 30" OL | 0748/721 | Tweelaags hoekpand met een gepleisterde lijstgevel onder een schilddak. |
| Schotland, drielaags onderkelderd pand met een bakstenen lijstgevel onder schilddak. | XVIII                     |                           | Zuivelplein 5                                        | 51° 29' 41" NB, 4° 17' 22" OL | 0748/727 | Schotland, drielaags onderkelderd pand met een bakstenen lijstgevel onder schilddak. |
| Rode Toren, tweelaags onderkelderd pand met een gepleisterde lijstgevel onder een afgeplat schilddak. | XIX                       |                           | Zuivelplein 6                                        | 51° 29' 41" NB, 4° 17' 22" OL | 0748/728 | Rode Toren, tweelaags onderkelderd pand met een gepleisterde lijstgevel onder een afgeplat schilddak. |
| Drielaags hoekpand met gebosseerde lijstgevel onder een schilddak Kroonlijst op klossen. |                           |                           | Zuivelstraat 1 1a                                    | 51° 29' 42" NB, 4° 17' 15" OL | 0748/733 | Drielaags hoekpand met gebosseerde lijstgevel onder een schilddak Kroonlijst op klossen. |
| Drielaags pand met een bakstenen lijstgevel onder een schilddak. |                           |                           | Zuivelstraat 3 3a                                    | 51° 29' 42" NB, 4° 17' 16" OL | 0748/734 | Drielaags pand met een bakstenen lijstgevel onder een schilddak. |
| Tweelaags onderkelderd pand met gepleisterde lijstgevel onder een afgeplat schilddak. | XIXb                      |                           | Zuivelstraat 7                                       | 51° 29' 42" NB, 4° 17' 16" OL | 0748/735 | Tweelaags onderkelderd pand met gepleisterde lijstgevel onder een afgeplat schilddak. |
| Swerte Pot, tweelaags pand met een gebosseerd gepleisterde lijstgevel onder een schilddak. | XIX                       |                           | Zuivelstraat 9                                       | 51° 29' 42" NB, 4° 17' 16" OL | 0748/736 | Swerte Pot, tweelaags pand met een gebosseerd gepleisterde lijstgevel onder een schilddak. |
| Grote Fonteyn, tweelaags pand met wit geverfde bakstenen lijstgevel onder een schilddak. | XIX                       |                           | Zuivelstraat 11                                      | 51° 29' 42" NB, 4° 17' 17" OL | 0748/737 | Grote Fonteyn, tweelaags pand met wit geverfde bakstenen lijstgevel onder een schilddak. |
| Kleine Fonteyn, drielaags hoekpand met gebosseerd gepleisterde lijstgevel onder een schilddak. | XVIII                     |                           | Zuivelstraat 13                                      | 51° 29' 42" NB, 4° 17' 17" OL | 0748/738 | Kleine Fonteyn, drielaags hoekpand met gebosseerd gepleisterde lijstgevel onder een schilddak. |
| Root Hert, drielaags bakstenen lijstgevel onder een schilddak. | XVIII                     |                           | Zuivelstraat 15                                      | 51° 29' 42" NB, 4° 17' 17" OL | 0748/739 | Root Hert, drielaags bakstenen lijstgevel onder een schilddak. |
| Nieuw Kasteel, tweelaags pand met een lijstgevel in schoon metselwerk onder een schilddak. | XVIII                     |                           | Zuivelstraat 17                                      | 51° 29' 42" NB, 4° 17' 18" OL | 0748/740 | Nieuw Kasteel, tweelaags pand met een lijstgevel in schoon metselwerk onder een schilddak. |
| Tweelaags pand met gebosseerd gepleisterde lijstgevel onder een plat dak met schilden. |                           |                           | Zuivelstraat 19 19a / 19b                            | 51° 29' 42" NB, 4° 17' 18" OL | 0748/741 | Tweelaags pand met gebosseerd gepleisterde lijstgevel onder een plat dak met schilden. |
| Tweelaags pand met een wit geverfde bakstenen lijstgevel onder een zadeldak en een plat dak. |                           |                           | Zuivelstraat 21 21a                                  | 51° 29' 42" NB, 4° 17' 18" OL | 0748/742 | Tweelaags pand met een wit geverfde bakstenen lijstgevel onder een zadeldak en een plat dak. |
| Drielaags pand met een wit geverfde bakstenen lijstgevel onder een schilddak. |                           |                           | Zuivelstraat 23 23a                                  | 51° 29' 42" NB, 4° 17' 19" OL | 0748/743 | Drielaags pand met een wit geverfde bakstenen lijstgevel onder een schilddak. |
| Roos, drielaags pand met bakstenen gevel onder een plat dak, opgetrokken in de voor Bergen op Zoom zeldzame art decostijl. | 1910                      |                           | Zuivelstraat 25                                      | 51° 29' 42" NB, 4° 17' 19" OL | 0748/744 | Roos, drielaags pand met bakstenen gevel onder een plat dak, opgetrokken in de voor Bergen op Zoom zeldzame art decostijl. |
| Het Lavoir, drielaags pand met een gebosseerd gepleisterde lijstgevel onder een plat dak. | XIX                       |                           | Zuivelstraat 27                                      | 51° 29' 42" NB, 4° 17' 19" OL | 0748/745 | Het Lavoir, drielaags pand met een gebosseerd gepleisterde lijstgevel onder een plat dak. |
| Clock, tweelaags pand met wit geverfde bakstenen lijstgevel onder een schilddak. | XIX                       |                           | Zuivelstraat 29                                      | 51° 29' 42" NB, 4° 17' 20" OL | 0748/746 | Clock, tweelaags pand met wit geverfde bakstenen lijstgevel onder een schilddak. |
| Regenboogh, drielaags onderkelderd pand met afgeknotte klokgevel onder een plat dak met twee schilden, bestaande uit een intern samengevoegd voor- en achterhuis. | ca. 1850                  |                           | Zuivelstraat 31                                      | 51° 29' 42" NB, 4° 17' 20" OL | 0748/747 | Regenboogh, drielaags onderkelderd pand met afgeknotte klokgevel onder een plat dak met twee schilden, bestaande uit een intern samengevoegd voor- en achterhuis. |
| Ploegh, drielaags pand met een gebosseerd gepleisterde tot lijstgevel verbouwde pilastergevel onder een afgeplat zadeldak. | XIX                       |                           | Zuivelstraat 33                                      | 51° 29' 42" NB, 4° 17' 20" OL | 0748/748 | Ploegh, drielaags pand met een gebosseerd gepleisterde tot lijstgevel verbouwde pilastergevel onder een afgeplat zadeldak. |
| Cauwoorde/Hof van Holland, drielaags pand met bakstenen lijstgevel onder een schilddak en een plat dak met schilden. | 1904                      |                           | Zuivelstraat 35                                      | 51° 29' 42" NB, 4° 17' 21" OL | 0748/749 | Cauwoorde/Hof van Holland, drielaags pand met bakstenen lijstgevel onder een schilddak en een plat dak met schilden. |
| Pater Noster, tweelaags onderkelderd (tonggewelf) pand met gepleisterde lijstgevel onder een schilddak. | 1884                      |                           | Zuivelstraat 37                                      | 51° 29' 42" NB, 4° 17' 21" OL | 0748/750 | Pater Noster, tweelaags onderkelderd (tonggewelf) pand met gepleisterde lijstgevel onder een schilddak. |
| Pellegrim, tweelaags pand met een gepleisterde lijstgevel onder een schilddak. | XIX                       |                           | Zuivelstraat 39                                      | 51° 29' 42" NB, 4° 17' 22" OL | 0748/751 | Pellegrim, tweelaags pand met een gepleisterde lijstgevel onder een schilddak. |
| Gulden Leeuw, tweelaags pand met een lijstgevel onder schilddak en plat dak. | XIX                       |                           | Zuivelstraat 41                                      | 51° 29' 43" NB, 4° 17' 22" OL | 0748/752 | Gulden Leeuw, tweelaags pand met een lijstgevel onder schilddak en plat dak. |
| Nieuwe Maan, tweelaags pand met geschilderde baksteen lijstgevel onder een afgewolfd zadeldak. |                           |                           | Zuivelstraat 43                                      | 51° 29' 43" NB, 4° 17' 22" OL | 0748/753 | Nieuwe Maan, tweelaags pand met geschilderde baksteen lijstgevel onder een afgewolfd zadeldak. |
| Tweelaags pand met geschilderde bakstenen lijstgevel onder een schilddak. |                           |                           | Zuivelstraat 45 45a                                  | 51° 29' 43" NB, 4° 17' 22" OL | 0748/754 | Tweelaags pand met geschilderde bakstenen lijstgevel onder een schilddak. |
| Handboog, tweelaags pand met geschilderde bakstenen lijstgevel onder een schilddak. | XIX                       |                           | Zuivelstraat 47                                      | 51° 29' 43" NB, 4° 17' 23" OL | 0748/755 | Handboog, tweelaags pand met geschilderde bakstenen lijstgevel onder een schilddak. |
| Leliepot, tweelaags hoekpand met een lijstgevel onder een schilddak, gebouwd in 1905/1906 naar een ontwerp van de architect C. | 1905 1906                 |                           | Zuivelstraat 51                                      | 51° 29' 43" NB, 4° 17' 23" OL | 0748/756 | Leliepot, tweelaags hoekpand met een lijstgevel onder een schilddak, gebouwd in 1905/1906 naar een ontwerp van de architect C. |
| Tweelaags onderkelderd pand met een gepleisterde lijstgevel onder een afgeplat schilddak. |                           |                           | Zuivelstraat 12 12a                                  | 51° 29' 41" NB, 4° 17' 17" OL | 0748/757 | Tweelaags onderkelderd pand met een gepleisterde lijstgevel onder een afgeplat schilddak. |
| Tweelaags pand met een gepleisterde lijstgevel onder een schilddak. |                           |                           | Zuivelstraat 14 14a                                  | 51° 29' 41" NB, 4° 17' 18" OL | 0748/758 | Tweelaags pand met een gepleisterde lijstgevel onder een schilddak. |
| Croon van Hispagnien, tweelaags onderkelderd pand met bakstenen lijsgevel onder een afgeplat omlopend zadeldak. | XVIII                     |                           | Zuivelstraat 16                                      | 51° 29' 42" NB, 4° 17' 19" OL | 0748/759 | Croon van Hispagnien, tweelaags onderkelderd pand met bakstenen lijsgevel onder een afgeplat omlopend zadeldak. |
| Kantoor / Fabriek, kantoorgebouw en aansluitende fabrieksloods behorende tot een groter complex van de ijzergieterij van Rogier, Nerincx en Richter waaraan vanaf 1882 steeds bouwlichamen zijn toegevoegd.                                                                                         | 1882 (fabrieksloods 1900) | G. Horsten                | Wattweg 3                                            | 51° 29' 56" NB, 4° 17' 53" OL | 0748/832 | Meer afbeeldingen |
| Vml. Spiritusschoorsteen Nedalco |                           |                           | Van Konijnenburgweg 100                              | 51° 30' 19" NB, 4° 15' 5" OL  | 0748/841 | Meer afbeeldingen |
| Samengesteld pand van twee bouwlagen met gevels in schoon metselwerk onder zadeldak. |                           |                           | Oude Vissershaven 2                                  | 51° 29' 40" NB, 4° 16' 33" OL | 0748/859 | Samengesteld pand van twee bouwlagen met gevels in schoon metselwerk onder zadeldak. |
| Pomp, hardstenen pomp geplaatst boven op een dubbele sokkel met daaronder een put die waarschijnlijk uit de vijftiende eeuw stamt en met gobertangesteen bekleed is. |                           |                           | Zuivelplein 0                                        | 51° 29' 42" NB, 4° 17' 22" OL | 0748/861 | Pomp, hardstenen pomp geplaatst boven op een dubbele sokkel met daaronder een put die waarschijnlijk uit de vijftiende eeuw stamt en met gobertangesteen bekleed is. |
| Kiosk, geheel vrijstaande achtkante kiosk onder een paraplu-dak. |                           |                           | Parade 0                                             | 51° 29' 40" NB, 4° 17' 14" OL | 0748/862 | Meer afbeeldingen |
| Tweelaags onderkelderd pand met een bakstenen lijstgevel onder een mansardedak. |                           |                           | van Dedemstraat 196                                  | 51° 29' 30" NB, 4° 17' 20" OL | 0748/864 | Tweelaags onderkelderd pand met een bakstenen lijstgevel onder een mansardedak. |
| Gecroonde Laars, Valkenborgh, |                           |                           | Kremerstraat 16 A                                    | 51° 29' 44" NB, 4° 17' 13" OL | 0748/869 | Gecroonde Laars, Valkenborgh, |
| Kleine Salm, onderkelderd pand bestaande uit twee bouwlagen onder een zadeldak met de nok evenwijdig aan de voorgevel. |                           |                           | Kremerstraat 28                                      | 51° 29' 45" NB, 4° 17' 12" OL | 0748/870 | Kleine Salm, onderkelderd pand bestaande uit twee bouwlagen onder een zadeldak met de nok evenwijdig aan de voorgevel. |
| |                           |                           | Zuidzijde Zoom 40                                    | 51° 30' 1" NB, 4° 17' 13" OL  | 0748/891 | |
| De Zeeland, |                           |                           | Markiezaatsweg 3                                     | 51° 29' 34" NB, 4° 16' 33" OL | 0748/899 | De Zeeland, |
| Stenen brug, vernoemd naar het Lincoln Regiment |                           |                           | Buitenvest 0                                         |                               | 0748/902 | Upload foto |
| Stenen brug, vernoemd naar het Lincoln Regiment |                           |                           | Buitenvest/hoek Noordzijde Zoom 0                    |                               | 0748/903 | Upload foto |
| Stenen brug, vernoemd naar het Lincoln Regiment |                           |                           | Buitenvest/hoek Noordzijde Zoom 0                    |                               | 0748/904 | Upload foto |